# Heilbad Heiligenstadt
Heilbad Heiligenstadt ist die Kreisstadt des Landkreises Eichsfeld in Thüringen (Deutschland) und ein anerkanntes Sole-Heilbad.

## Geografie

### Ortslage
Heiligenstadt liegt im Obereichsfeld, etwa 14 km (Luftlinie) östlich des Dreiländerecks von Hessen-Niedersachsen-Thüringen im Westen des Landkreises Eichsfeld. Die Stadt wird in Ost-West-Richtung von der Leine durchflossen, in die in Innenstadtnähe die von Südosten kommende Geislede mündet.
Südlich von Heiligenstadt erhebt sich im bis 467,2 m hohen Heiligenstädter Stadtwald, der zum Nordteil des Naturparks Eichsfeld-Hainich-Werratal gehört, der Iberg (453,2 m ü. NN). Im Stadtwald liegt auf der Elisabethhöhe eine frühmittelalterliche, drei Hektar große Wallanlage, die wahrscheinlich als Fluchtburg für den Königshof diente. Ein Wall mit vier Metern Höhenunterschied ist noch vorhanden. Nach Ostsüdosten hin erstreckt sich der Höhenzug des Dün.
Der maximale Abstand zu den Staatsgrenzen, ein Mittelpunkt Deutschlands befindet sich südlich von Flinsberg auf dem Gebiet der Stadt.

### Stadtgliederung
Heiligenstadt hat neben der Kernstadt 10 weitere Ortsteile:
| - Bernterode - Bischhagen - Flinsberg - Glasehausen - Günterode | - Kalteneber - Mengelrode - Rengelrode - Siemerode - Streitholz |

In der DDR-Zeit entstanden neue Plattenbausiedlungen, so auf den Liethen am nördlichen und auf der Rinne am südöstlichen Stadtrand, sie zählen noch zur Kernstadt.

## Namensherkunft
Der Name Heiligenstadt wird erstmals mit dem um 960 errichteten St. Martinsstift in Verbindung gebracht. Der Ort wurde als Heilige Stätte angesehen, weil er nach glaubwürdiger örtlicher Tradition zunächst den Namen „Zuenchen“ (zum Hænchen = zum Hain, Hagen) trug, also eine vorchristliche Kultstätte war, was die frühen Christen in aller Regel bewog, durch eigene Glaubensdenkmäler und Kirchen diese Orte zu „entdämonisieren“ und sich anzueignen. Im Jahre 973 scheint die Umbenennung in „Stätte der Heiligen“ erfolgt zu sein, weil dort die Reliquien der Heiligen Sergius und Bacchus aufbewahrt wurden. Später kamen noch die Reliquien der Heiligen Aureus und Justinus hinzu. Der Name der Heiligen Stätte (Heiligenstadt) wurde dann auch auf die angrenzende Siedlung und spätere Stadt übertragen.

## Geschichte

### Frühgeschichte
Über frühe Besiedlungen aus der Stein-, Bronze- und Eisenzeit finden sich im Gebiet um Heiligenstadt nur wenige Hinweise, obwohl es sich um ein Grenz- und Durchgangsgebiet gehandelt hat. In einer Mergelgrube im Geisledetal fand man ein keltisches Hockergrab aus dem 5. bis 4. Jahrhundert v. Chr. Danach wurde die keltische Bevölkerung durch die germanische Besiedlung verdrängt. Das obere Leinetal gehörte dann zu den Gebieten des sächsisch-thüringischen Grenzraumes mit wechselseitigen Besiedlungen und Herrschaftsstrukturen.

### Mittelalter
In fränkischer Zeit hatte der Ort eine Bedeutung als Herrenhof. Das Gebiet um Heiligenstadt wurde sehr früh an den Erzbischof von Mainz übereignet. Die Königspfalz wird urkundlich 973 und 990 mit Kaiser Otto II. und Otto III. sowie 1153 und 1169 mit Friedrich I. Barbarossa in Zusammenhang gebracht. Die erste urkundliche Erwähnung von Heiligenstadt erfolgte am 23. November 973. Mit der Königspfalz stand schon früh das Kollegiatstift St. Martin in Verbindung. Östlich dieses Siedlungsursprunges am Burg- oder Stiftsberg entstand ab dem 11. bis 12. Jahrhundert nördlich der Geislede eine Marktsiedlung mit dem sogenannten Kaufhaus (dem ersten Rathaus der späteren Stadt), dem Brauhaus und einer Kemenate für den Vogt. Für diese neue Ansiedlung wurde auf einer kleinen felsigen Erhebung die St.-Marien-Kirche gebaut. Weiter östlich erfolgte dann eine weitere Besiedlung mit der „niedersten Bauernschaft“ und „auf dem Heimenstein“ am Klausberg mit einer eigenen Kapelle St. Nikolaus. Diese gesamte Ansiedlung nördlich der Geislede wurde zur sogenannten Altstadt, bevor nach 1200 südlich der Geislede die Neustadt mit der Kirche St. Ägidien entstand. Im Bereich der Windischen Gasse siedelten vermutlich auch slawische Bewohner (Wenden).
Im Jahre 1227 verlieh der Mainzer Erzbischof Siegfried II. Heiligenstadt das Stadtrecht und ließ durch den Rusteberger Vitztum einen Graben bauen. Kurz darauf wurde mit dem Bau einer Stadtmauer begonnen. Für diese Stadt wurde an der Grenze von Alt- und Neustadt ein neues Rathaus errichtet, das heutige Alte Rathaus. 1333 ereignete sich der erste große Stadtbrand. 1335 wurde die „Willkür“ erlassen, das 160 Artikel umfassende Stadtrecht. Zum Schutz des Stadtgebietes wurde ab dem 14. Jahrhundert eine Landwehr mit zahlreichen Warten gebaut.

### Frühe Neuzeit

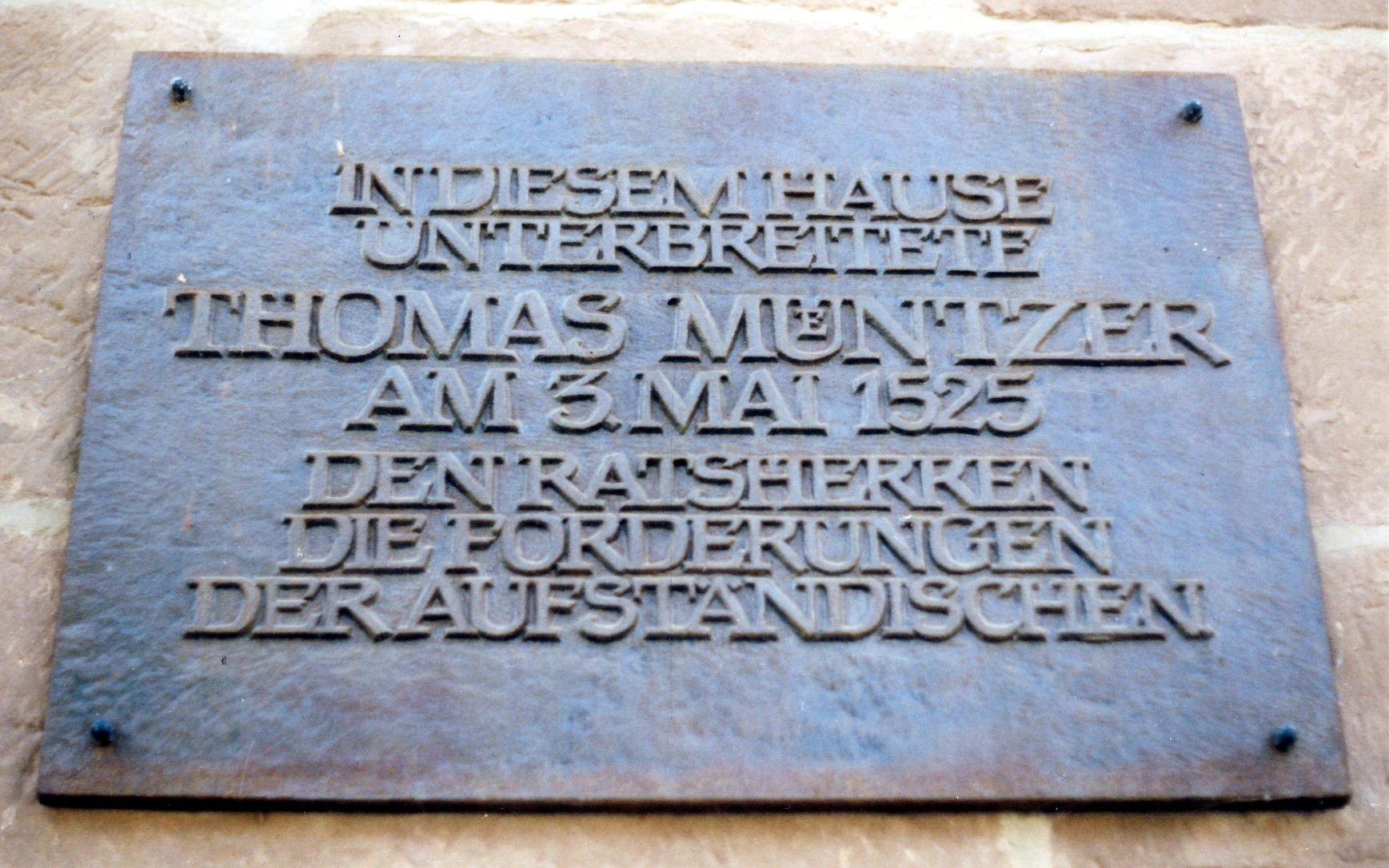
Gedenktafel Thomas Müntzer am alten Rathaus

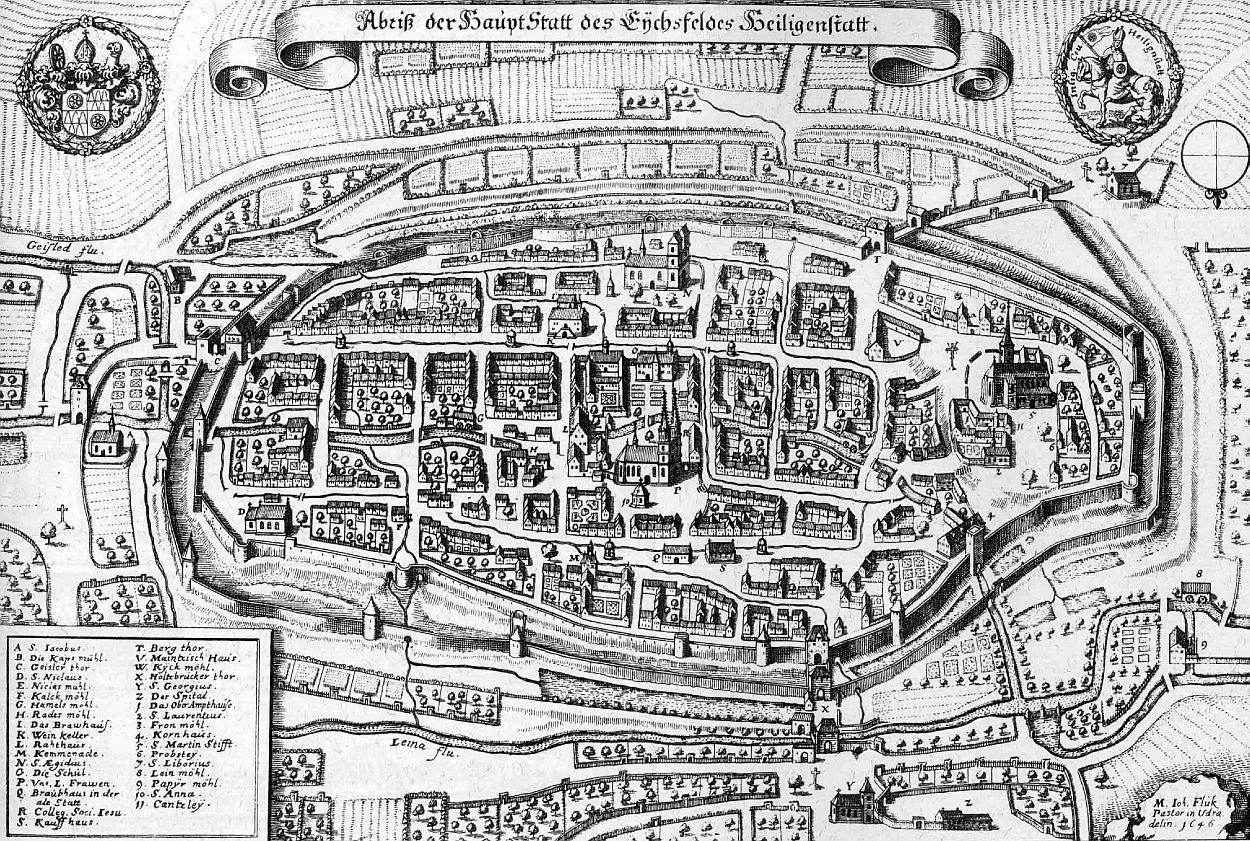
Heilbad Heiligenstadt – Auszug aus der Topographia Hassiae von Matthäus Merian dem Jüngeren 1655 (gesüdet)

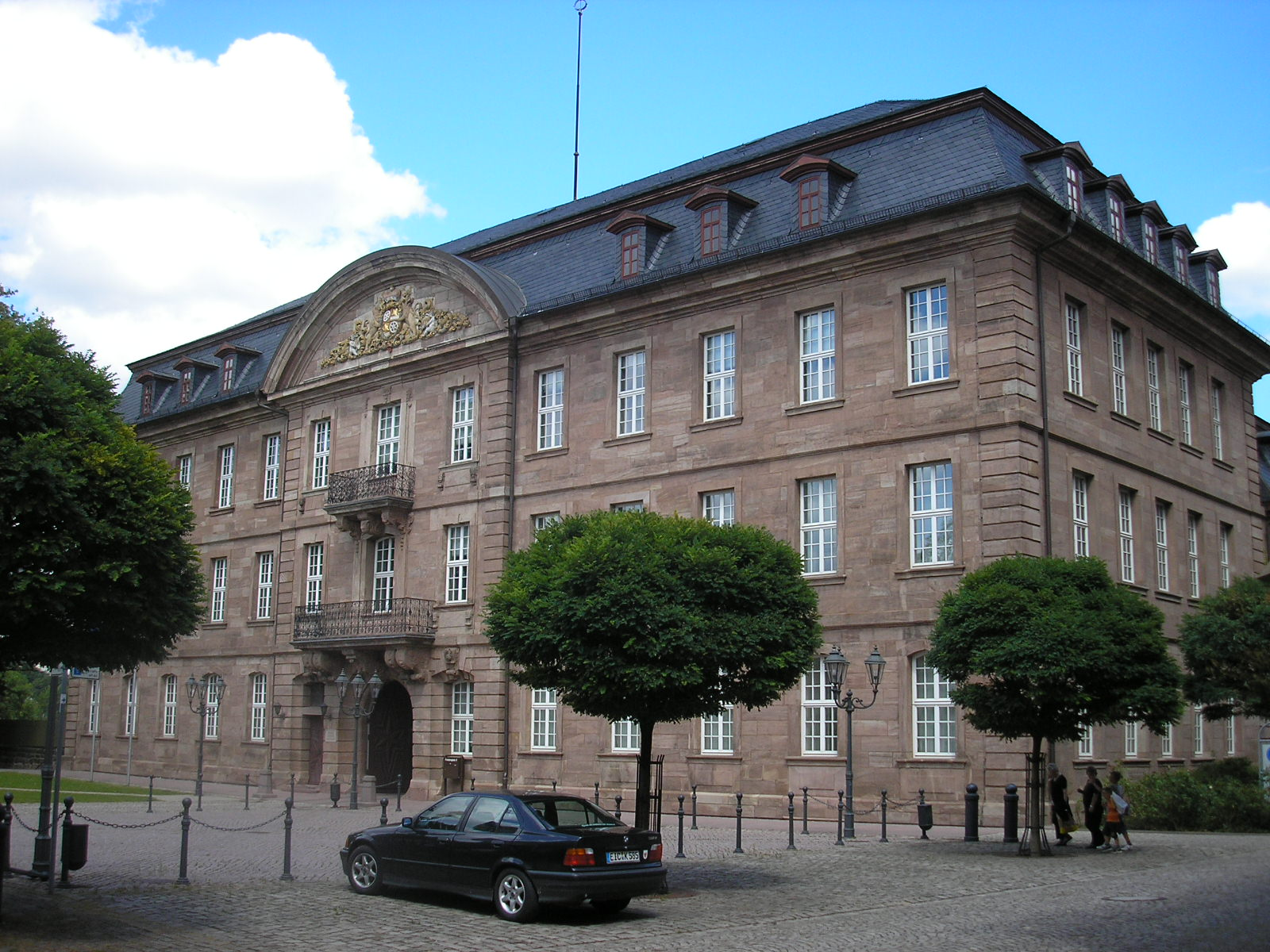
Das Mainzer Schloss – Sitz des Mainzer Statthalters für das Eichsfeld

Die Statthalterschaft über das Eichsfeld wurde von der Burg Rusteberg aus ausgeübt, bis sie 1540 vom Rusteberg nach Heiligenstadt rückübertragen wurde. Im Bauernkrieg wollte ein Haufen aufständischer Bauern den Heiligenstädter Rat zum Beitritt in den revolutionären Bund auffordern, wurde aber nicht in die Stadt eingelassen. Lediglich Thomas Müntzer und Heinrich Pfeiffer konnten 1525 vor dem Rat ihre Forderungen vorbringen und erreichten, dass keine römisch-katholischen Priester mehr die Messe halten, sondern künftig protestantische Pfarrer das Wort Gottes predigen sollten. Nach dem Scheitern des Bauernkrieges wurden diese Zugeständnisse rückgängig gemacht. Die katholische Kirche gewann, gestützt auf die Erzbischöflich-Mainzer Besitzungen im Eichsfeld, ihren religiösen und politischen Einfluss zurück. Ausschlaggebend für die Wiedergewinnung der Bevölkerung für den katholischen Glauben war die Seelsorge der Jesuiten, die 1574 nach Heiligenstadt kamen und u. a. ein Kolleg gründeten. 1619, 1626 und 1682 wütete die Pest in Heiligenstadt. Im Dreißigjährigen Krieg von 1618 bis 1648 wurde die Stadt mehrfach verwüstet.
1736 erfolgte der Neubau des Mainzer Schlosses. 1739 ereignete sich der zweite große Stadtbrand.

### 19. Jahrhundert

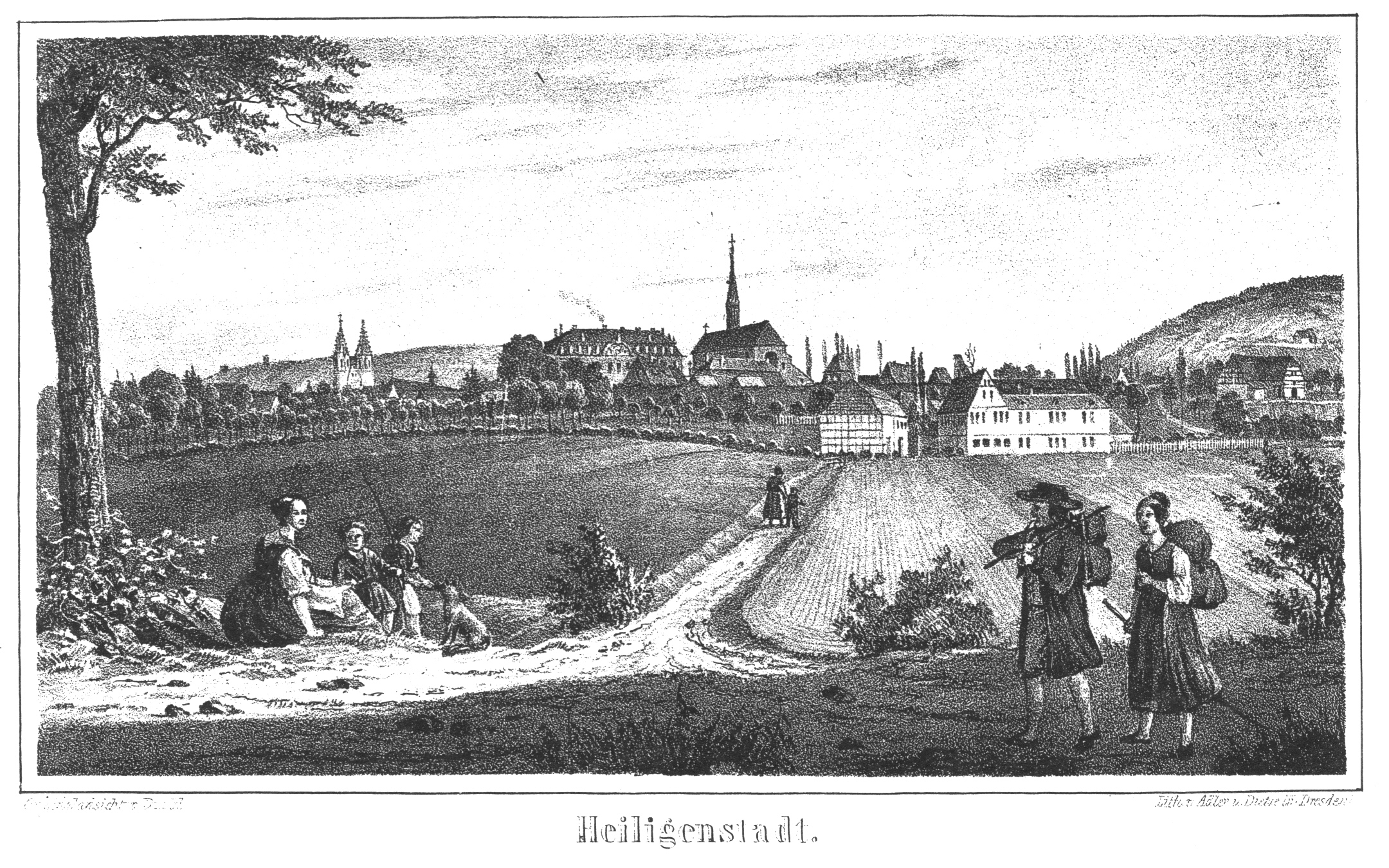
Heiligenstadt um 1840

Als 1803 im Zuge der Säkularisation die Landesherrschaft der Mainzer Erzbischöfe über das Eichsfeld endete, wurde Heiligenstadt, das auch im Kurrheinischen Reichskreis lag, als Teil des Mediatfürstentums Eichsfeld preußisch. Danach gehörte die Stadt 1807 bis 1813 zum Königreich Westphalen und war Sitz der Präfektur des Harz-Departements. Infolge des Wiener Kongresses wurde die Stadt 1815 erneut preußisch und gehörte als Kreisstadt des 1816 gebildeten Landkreises Heiligenstadt zum Regierungsbezirk Erfurt der preußischen Provinz Sachsen. 1858 wurde die erste Zigarrenfabrik in Heiligenstadt gegründet.
Im Deutschen Krieg wurde Heiligenstadt am 21. Juni 1866 kurzzeitig von hannoverschen Truppen besetzt, die auf Langensalza vorrückten.

### 20. Jahrhundert
1929 wurde das Kneippbad errichtet. Bis 1933 fand der Nationalsozialismus im fast geschlossen katholischen Milieu Heiligenstadts kaum Anhänger. Selbst nach der „Machtergreifung“ erhielt die NSDAP bei der Reichstagswahl am 5. März 1933 nur 19 % der Stimmen (gegenüber 66 % für das Zentrum), eines ihrer schlechtesten Ergebnisse reichsweit.
1938 lebten im Ort noch 32 jüdische Bürger. Am 9. November 1938 wurde die Synagoge geschändet. Nationalsozialisten zogen randalierend vor die Wohnungen von jüdischen Einwohnern und zerstörten Fensterscheiben. Acht jüdische Männer nahm die Polizei in Schutzhaft und verschleppte sie in das KZ Buchenwald. Sie wurden nach einigen Monaten wieder entlassen. Eine Gedenktafel an dem bis 2011 als Wohnhaus genutzten Gebäude der Synagoge erinnerte an die Ereignisse des 9. November 1938. Am 7. September 2011 wurde die ehemalige Synagoge abgerissen, um einem Einkaufszentrum Platz zu machen. Im Bereich des ehemaligen Gotteshauses befindet sich heute eine Pflegeeinrichtung.
Am 5. April 1945 erfolgte ein US-amerikanischer Jagdbomberangriff mit fünf zivilen Todesopfern und Gebäudeschäden. Am 9. April wurde Heiligenstadt kampflos übergeben. In der Stadt lagen 3000 deutsche Verwundete in acht Lazaretten. Der jetzige Ortsteil Günterode wurde ebenfalls am 9. April 1945 besetzt. Vorausgegangen war Artillerie-Beschuss mit Schäden an Wohnhäusern und Kirche.
Den Beschlüssen der Konferenz von Jalta gemäß zogen die US-Truppen am 1./2. Juli 1945 aus Heiligenstadt ab; an ihrer Stelle rückte die Rote Armee ein. Heiligenstadt wurde Teil der Sowjetischen Besatzungszone. Mit der Auflösung des Landes Thüringen 1952 wurde Heiligenstadt dem Bezirk Erfurt zugeschlagen.
Im nach wie vor stark katholisch geprägten Milieu Heiligenstadts fand zu DDR-Zeiten die SED zunächst kaum Anhänger. In der Absicht, Heiligenstadt wie das Eichsfeld insgesamt zu „proletarisieren“, sah der Eichsfeldplan den Zuzug von Menschen aus anderen Teilen der DDR im Zuge der Industrialisierung vor. Der VEB Nortak Tabakfabriken Nordhausen errichtete und unterhielt das Betriebs-Ferienlager „Alte Burg“ für die Kinder seiner Betriebsangehörigen.
Im Oktober 1989 begannen in Heiligenstadt Demonstrationen im Rahmen der Friedlichen Revolution in der DDR. 1994 wurde Heiligenstadt zur Kreisstadt des Landkreises Eichsfeld (hervorgegangen aus der Fusion der Kreise Heiligenstadt und Worbis).

### Heilbad
Auch wenn bereits 1929 der Titel Kneippbad verliehen wurde und 1950 die Umbenennung zu „Heilbad Heiligenstadt“ erfolgte, hieß die Stadt während der DDR-Zeit verwaltungsamtlich nur Heiligenstadt. Die für ein solches Heilbad übliche Voranstellung des Titels Bad vor dem offiziellen Ortsnamen unterblieb. Noch 1990 lautete die Bezeichnung im offiziellen Stempel der Stadtverwaltung auf „Rat der Stadt Heiligenstadt“.
Dadurch aber, dass die offizielle postalische Bezeichnung der Stadt Heilbad Heiligenstadt lautete oder auch z. B. Postkartenverlage oder die Kreissparkasse den Titel Heilbad nutzten, verfügte die Stadt in der Zeit von 1950 bis 1990 über die Besonderheit von drei verschiedenen Städtenamen: Heiligenstadt ohne jeden Zusatz, mit vorangestelltem Heilbad oder mit nachfolgendem (Eichsf.).
1990 begann die Stadtverwaltung und voran ihr Bürgermeister damit, den Kurbetrieb auszubauen. Der Bad-Status gewann an Bedeutung. Zudem kamen durch die Wiedervereinigung nun auch mehrere Orte mit dem Namen Heiligenstadt in den Blick, die Verwechslungen ermöglichten. Ein Unterscheidungsmerkmal wurde benötigt.
Zunächst wurde der Stadt der offizielle Status eines Kurortes mangels vorhandener Einrichtungen versagt. Gegen diesen Bescheid legte die Stadt Widerspruch ein. Sie nutzte die Zeit der Bearbeitung und den relativ rechtlosen Raum kurz nach der Wiedervereinigung und schuf Tatsachen. So wurden Bäderabteilungen und Ähnliches gebaut und vor allem der Titel Heilbad offiziell in den Ortsnamen integriert. Als eineinhalb Jahre später eine Ortsbegehung stattfand, wurde ein Ort präsentiert, der Heilbad Heiligenstadt hieß und ein Kurort war. Die Zulassung wurde erteilt.
Im Kurhaus wird die Thermalsole auch als Heilwasser verabreicht.

### Eingemeindungen
Flinsberg wurde am 15. Juni 1991 eingemeindet. Kalteneber folgte am 1. Juli 1991, Rengelrode am 11. November 1991 sowie Günterode am 1. Juli 1992. Seit dem 1. Januar 2019 gehört Bernterode zu Heilbad Heiligenstadt. Seit 1. Januar 2024 gehören die Ortsteile Bischhagen, Mengelrode, Siemerode und Streitholz der aufgelösten Gemeinde Hohes Kreuz sowie Glasehausen zum Stadtgebiet.

### Einwohnerentwicklung
Entwicklung der Einwohnerzahl (31. Dezember):

Einwohnerentwicklung von Heilbad Heiligenstadt von 1825 bis 2017

| - 1825: 04.637 - 1875: 05.193 - 1890: 06.183 - 1910: 08.229 - 1925: 08.641 - 1939: 09.973 - 1950: 12.444 - 1960: 12.5000 - 1971: 13.6460 - 1981: 15.524 - 1988: 16.527 - 1994: 17.379 - 1995: 17.239 - 1996: 17.170 | - 1997: 17.133 - 1998: 17.077 - 1999: 17.1260 - 2000: 17.291 - 2001: 17.392 - 2002: 17.283 - 2003: 17.260 - 2004: 17.151 - 2005: 17.153 - 2006: 17.103 - 2007: 17.0320 - 2008: 16.856 - 2009: 16.765 | - 2010: 16.610 - 2011: 16.310 - 2012: 16.188 - 2013: 16.197 - 2014: 16.337 - 2015: 16.772 - 2016: 16.962 - 2017: 16.976 - 2018: 16.875 - 2019: 17.129 - 2020: 16.911 - 2021: 16.899 - 2022: 17.233 |

Datenquelle ab 1994: Thüringer Landesamt für Statistik

## Religionen
Das Eichsfeld und damit auch Heiligenstadt ist römisch-katholisch geprägt. Neben den katholischen Kirchen gibt es in Heiligenstadt zahlreiche Kapellen und katholische Einrichtungen. 1862 wurde in Heiligenstadt der deutsche Zweig der Ordensgemeinschaft der Schwestern der hl. Maria Magdalena Postel gegründet, auch als Heiligenstädter Schulschwestern bekannt.
Die älteste Jüdische Gemeinde Heiligenstadt lässt sich nach den ältesten erhaltenen Urkunden auf die Zeit um 1212 datieren. Nach mittelalterlicher Verfolgung und Pogromen in der Stadt entstand Mitte des 19. Jahrhunderts eine neue Gemeinde von etwa 80 jüdischen zugewanderten Bürgern. Sie erwarb 1870 in der Stubenstraße ein Gebäude für den Umbau zur neuen Synagoge, diese wurde am 10. September 1873 eingeweiht. 1882 war die Israelitische Gemeinde auf 107 Mitglieder angewachsen und hatte noch eine eigene Schule einrichten dürfen. In zeitgenössischen Heiligenstädter Bürgerverzeichnissen lassen sich die jüdischen Familiennamen Oppenheim, Loewenthal, Katz und Grunsfeld über längere Zeit nachweisen, bei Berufsangaben werden sie meist als selbständige Kaufleute verzeichnet. Auch die blühende jüdische Gemeinschaft Heiligenstadts ging durch die rassistische Verfolgung in den 1930er Jahren zu Grunde, hierbei wurden die Verhältnisse nach der Welle der Novemberpogrome 1938 unerträglich, die Gemeinde war dann bis 1940 auf 14 Personen geschrumpft und galt seit September 1942 als völlig ausgelöscht.
Die Evangelische Kirchgemeinde „St. Martin“ in Heiligenstadt blickt bereits auf eine zweihundertjährige Geschichte zurück, sie wurde mit einem Gottesdienst am 1. Januar 1804 in der ehemaligen Stiftskirche begründet. Heute ist die Heiligenstädter Evangelische Kirchgemeinde auf etwa 1600 Mitglieder angewachsen und bildet somit die zweitgrößte Religionsgemeinschaft der Stadt. Die Gemeinde gehört zum Evangelischen Kirchenkreis Mühlhausen/Thüringen.
Als neuere christliche Konfession existiert seit 1986 auch eine evangelische Freikirche in Heilbad Heiligenstadt. Seit 2002 ist das ehemalige Gebäude der Stadtbibliothek in der Windischen Gasse/Ecke Ägidienstraße das Gemeindehaus der „Elim Eichsfeld“. Neben den Sonntagsgottesdiensten finden unter der Woche Gebetstreffen sowie Treffen in den Häusern im gesamten Landkreis statt. Obwohl als Ortsgemeinde, souverän gehört sie zum Bund freikirchlicher Pfingstgemeinden (BFP).

## Politik

### Stadtrat
Stimmenanteile und Sitzverteilung  der Kommunalwahlen 1999 bis 2019:
| Parteien und Wählergemeinschaften | Parteien und Wählergemeinschaften                             | % 2019 | Sitze 2019 | % 2014 | Sitze 2014 | % 2009 | Sitze 2009 | % 2004 | Sitze 2004 | % 1999 | Sitze 1999 |
| --------------------------------- | ------------------------------------------------------------- | ------ | ---------- | ------ | ---------- | ------ | ---------- | ------ | ---------- | ------ | ---------- |
| CDU                               | Christlich Demokratische Union Deutschlands                   | 38,2   | 9          | 41,2   | 10         | 42,7   | 10         | 64,0   | 17         | 57,6   | 15         |
| Menschen                          | Menschen für Heiligenstadt                                    | 27,7   | 7          | 27,3   | 6          | 22,5   | 5          | –      | –          | –      | –          |
| SPD/Grüne                         | Sozialdemokratische Partei Deutschlands/Bündnis 90/Die Grünen | –      | –          | –      | –          | 15,6   | 4          | –      | –          | –      | –          |
| SPD                               | Sozialdemokratische Partei Deutschlands                       | 4,4    | 1          | 9,6    | 2          | –      | –          | 12,8   | 3          | 20,9   | 5          |
| GRÜNE                             | Bündnis 90/Die Grünen                                         | 5,9    | 2          | 3,3    | 1          | –      | –          | 3,4    | –          | 1,5    | –          |
| Die Linke (PDS)                   | Die Linke (bis 2005 Partei des Demokratischen Sozialismus)    | 8,4    | 2          | 11,0   | 3          | 11,8   | 3          | 15,8   | 4          | 13,3   | 4          |
| FDP                               | Freie Demokratische Partei                                    | 4,2    | 1          | 4,4    | 1          | 7,4    | 2          | 4,1    | –          | 3,6    | –          |
| AfD                               | Alternative für Deutschland                                   | 9,6    | 2          | –      | –          | –      | –          | –      | –          | –      | –          |
| NPD                               | Nationaldemokratische Partei Deutschlands                     | 1,6    | –          | 3,2    | 1          | –      | –          | –      | –          | –      | –          |
| MC                                | Motorsportclub                                                | –      | –          | –      | –          | –      | –          | –      | –          | 1,6    | –          |
| FWG                               | Freie Wählergemeinschaft                                      | –      | –          | –      | –          | –      | –          | –      | –          | 1,5    | –          |
| Gesamt                            | Gesamt                                                        | 100    | 24         | 100    | 24         | 100    | 24         | 100    | 24         | 100    | 24         |
| Wahlbeteiligung                   | Wahlbeteiligung                                               | 60,8 % | 60,8 %     | 53,9 % | 53,9 %     | 59,7 % | 59,7 %     | 48,8 % | 48,8 %     | 60,3 % | 60,3 %     |

Durch die Eingliederung der neuen Ortsteile zum 1. Januar 2024 war die Größe des Stadtrates vorübergehend um drei Sitze auf 27 gestiegen. Diese Sitze waren mit Mitgliedern der ehemaligen Gemeinderäte der aufgelösten Gemeinden Glasehausen und Hohes Kreuz besetzt (§ 11  Abs. 1 Thüringer Gesetz zur freiwilligen Neugliederung kreisangehöriger Gemeinden im Jahr 2024, ... vom 14. Dezember 2023).
Die Gemeinderatswahl vom 26. Mai 2024 führte dann – wieder mit 24 Sitzen – zu folgendem Ergebnis:
| Partei / Liste                | Stimmenanteil | Sitze |
| CDU                           | 46,8 %        | 11    |
| SPD                           | 4,6 %         | 1     |
| FDP                           | 3,7 %         | 1     |
| Grüne                         | 3,3 %         | 1     |
| Die Linke                     | 3,1 %         | 1     |
| AfD                           | 14,8 %        | 3     |
| BI Menschen für Heiligenstadt | 23,8 %        | 6     |

### Jugendparlament
Am 24. August 2010 hat die Stadt außerdem ein Jugendparlament einberufen. Dieses besteht aus Jugendlichen im Alter von 14 bis 21 Jahren. Sie fungieren als Vertreter verschiedener Institutionen, beispielsweise der städtischen Jugendfeuerwehr, dem Karnevalsverein, den Regelschulen und Gymnasien, dem Jugendrotkreuz und den Pfarrgemeinden. Das Parlament tagt jedes Quartal mindestens einmal, auf der Tagesordnung stehen jugendbetreffende Themen. Weiterhin sind Vertreter des Parlaments in verschiedenen Gremien der Stadt tätig.

### Bürgermeister
Die Stichwahl im Rahmen der Kommunalwahlen in Thüringen 2012 gewann am 6. Mai 2012 der Kandidat der Bürgerinitiative Menschen für Heiligenstadt, Thomas Spielmann mit 53,6 Prozent. Erstmals seit 1946 stellte damit nicht mehr die CDU den Bürgermeister. Spielmann trat sein Amt am 1. Juli 2012 an. Am 15. April 2018 wurde Spielmann mit 56,6 Prozent der Stimmen im Amt bestätigt.

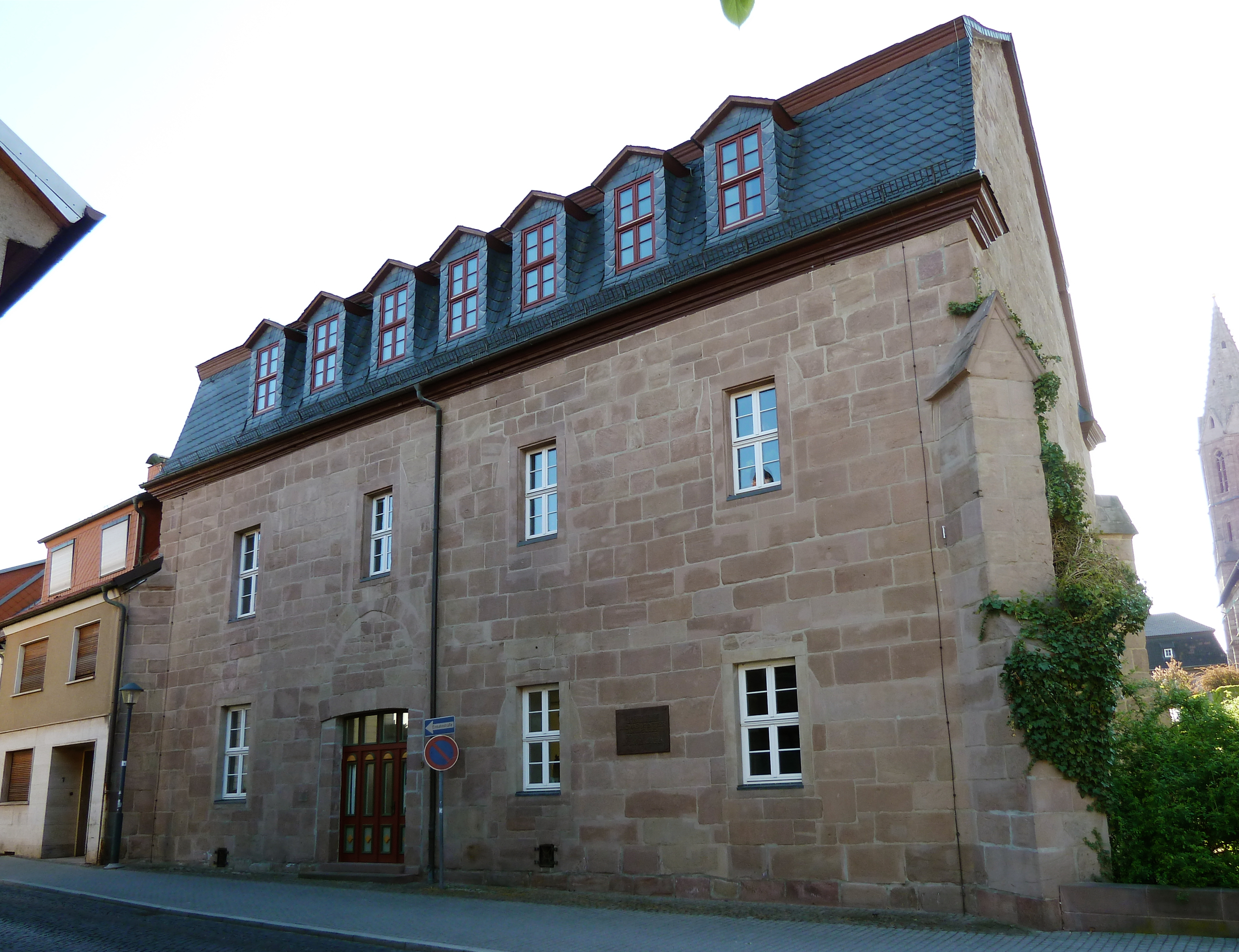
Altes Rathaus
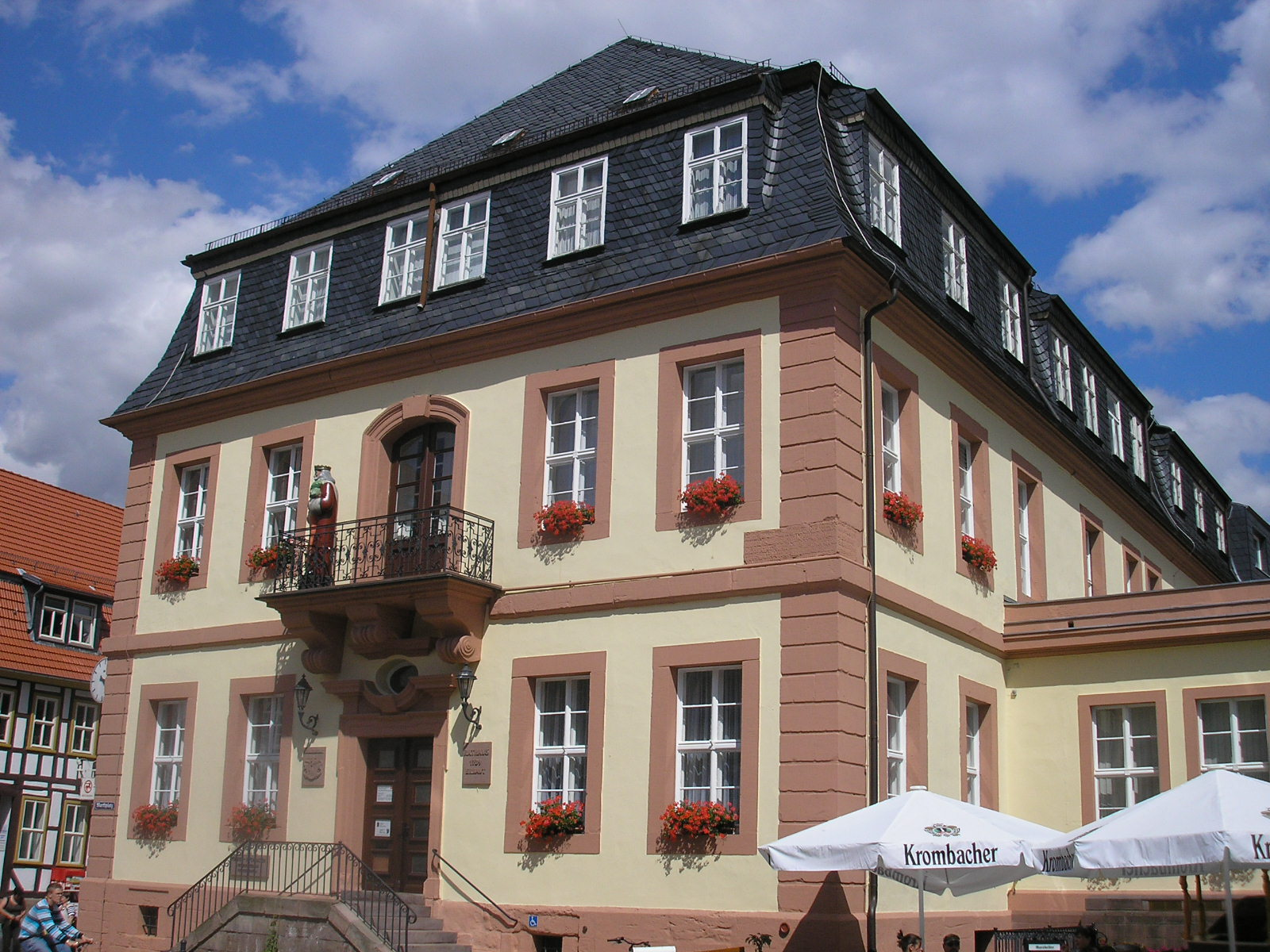
Rathaus der Stadt
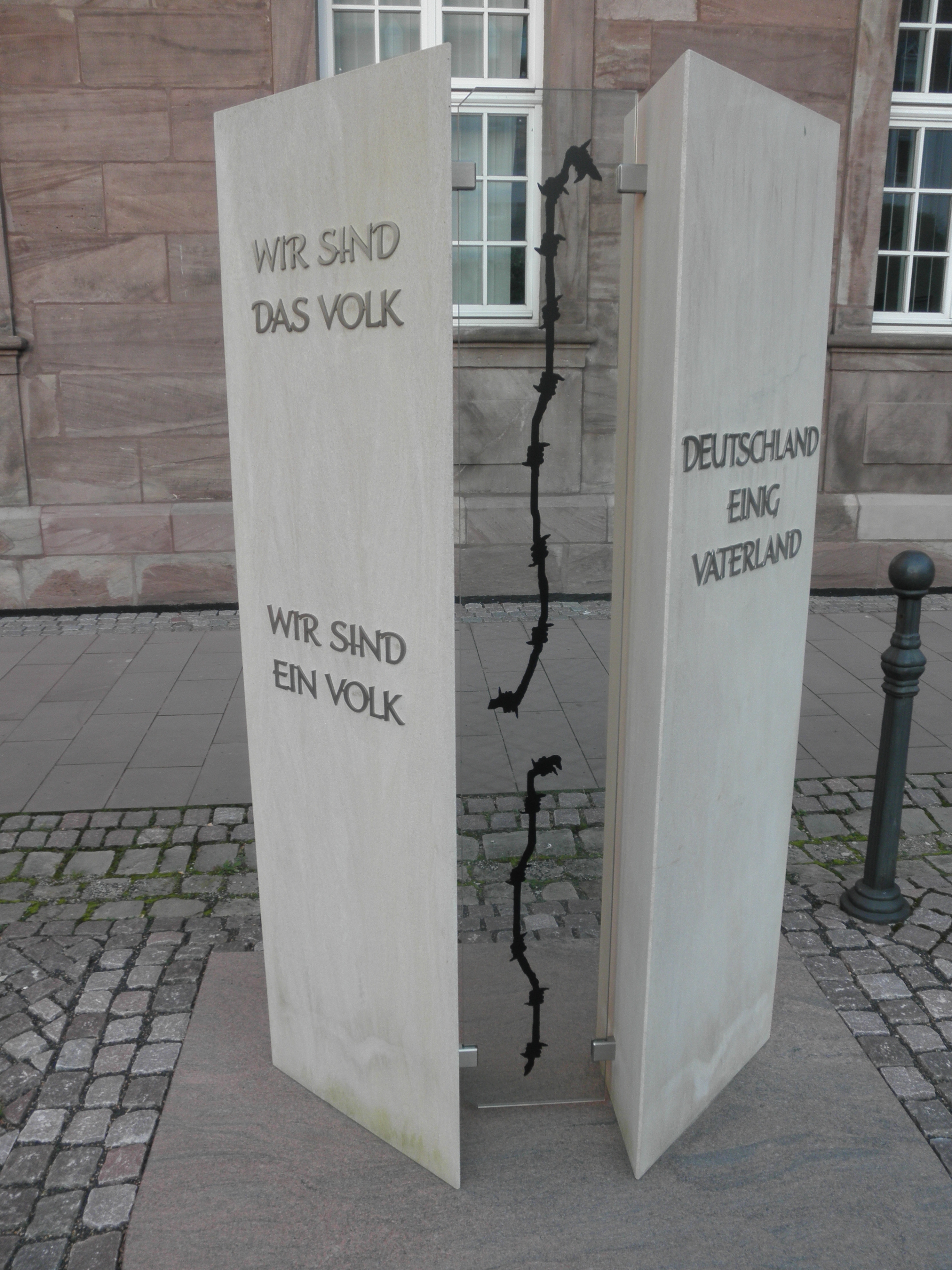
Einheitsdenkmal von 2009
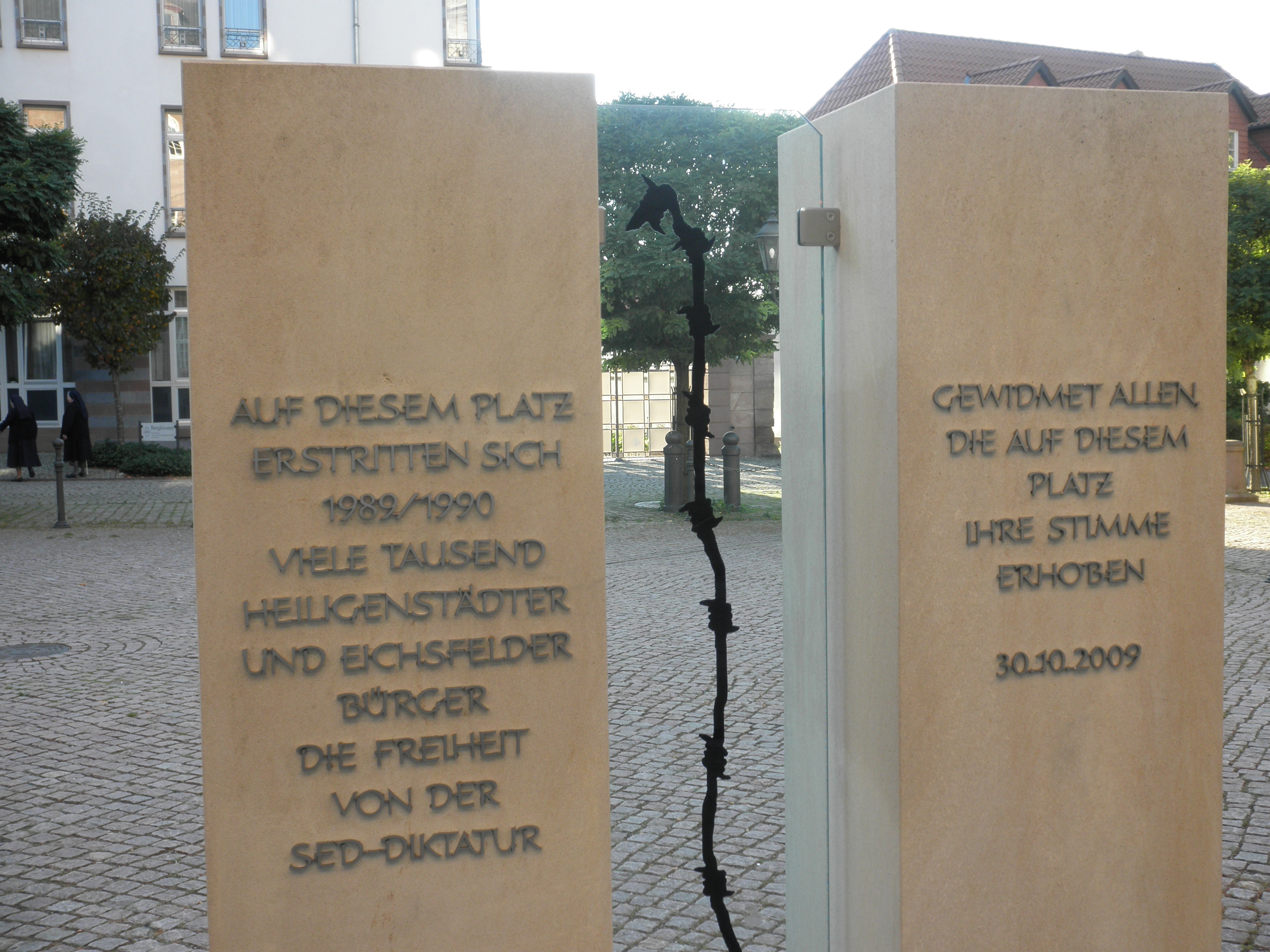
Einheitsdenkmal Rückseite

### Wappen
Blasonierung: „In Blau ein reitender silberner Bischof mit rotem Schild und roter Fahne, beides belegt mit einem sechsspeichigen silbernen Rad, in der heraldisch linken oberen Ecke schwebend ein Stück silbernes Zinnenmauerwerk.“
Der Mainzer Erzbischof Siegfried II. verlieh 1227 das Stadtrecht und das Stadtsiegel an den Ort Heiligenstadt. Das Siegel und das Wappen der Stadt zeigen diesen Bischof als Reiter auf blauem Grund. Der rechte Arm führt eine rote Fahne, auf der das Mainzer Rad zu sehen ist. Das gleiche Symbol schmückt den Schild am linken Arm. In der rechten oberen Ecke weist eine zinnenbewehrte Mauer mit Turm sinnbildlich auf das neu verliehene Stadtrecht hin.
Siegel und Wappen unterscheiden sich nur darin, dass das Siegel noch eine Umschrift Sigillum Burgensium Heiligenstat trägt.

### Städtepartnerschaften
Städtepartnerschaften bestehen mit Bagod (Ungarn), Heiden im Münsterland (siehe hier) und der Hafenstadt Husum in Nordfriesland. Letzteres ist darauf zurückzuführen, dass der gebürtige Husumer Theodor Storm Kreisrichter in Heiligenstadt war. In Zusammenhang mit der deutschen Wiedervereinigung wurde Rheda-Wiedenbrück 1991 mit einem Freundschaftsvertrag Patenstadt von Heiligenstadt.
Mit Lwamaggwa  in Uganda besteht seit Mai 2017 ein Freundschaftsvertrag. Dieser ergänzt die bereits seit 1993 bestehende Partnerschaft der Heiligenstädter Kirchengemeinde St. Aegidien mit der Gemeinde in Uganda.

## Kultur und Sehenswürdigkeiten

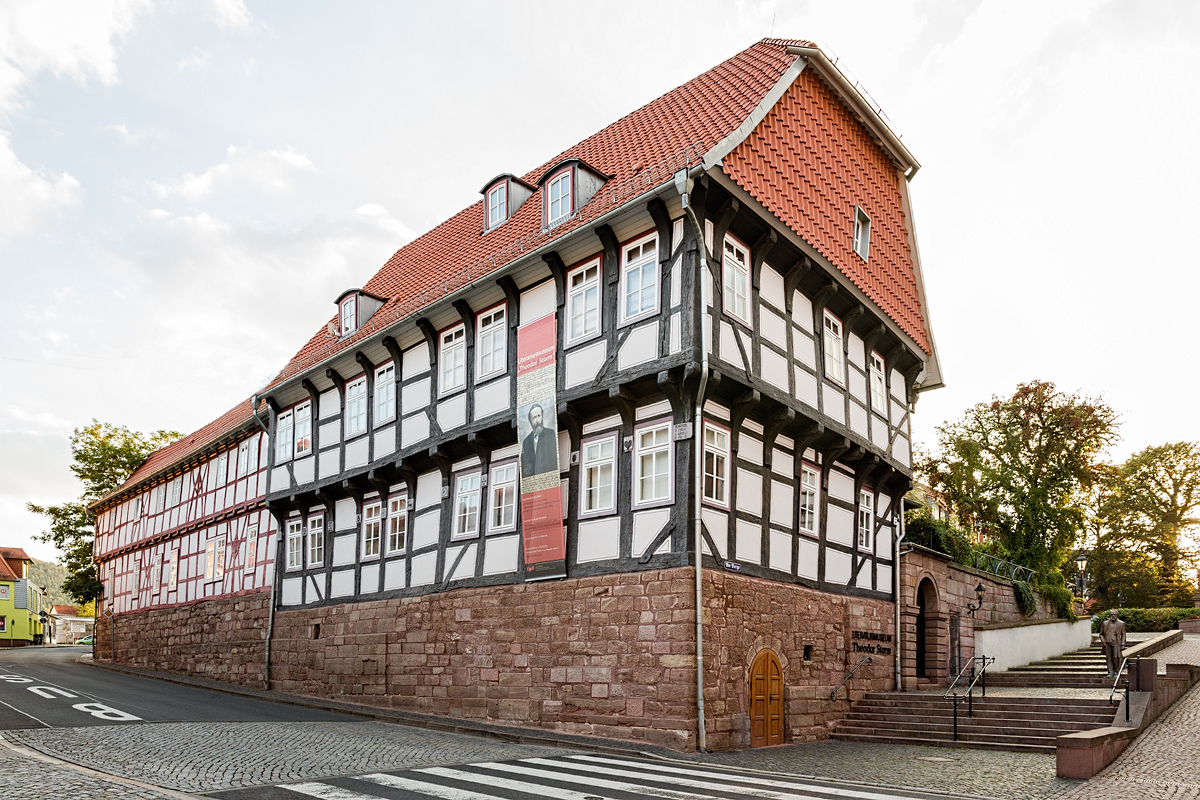
Literaturmuseum Theodor Storm, Heilbad Heiligenstadt

→ Siehe auch: Liste der Kulturdenkmale in Heilbad Heiligenstadt

### Theater
- Eichsfelder Kulturhaus

### Museen
- Literaturmuseum „Theodor Storm“
- Eichsfeldmuseum

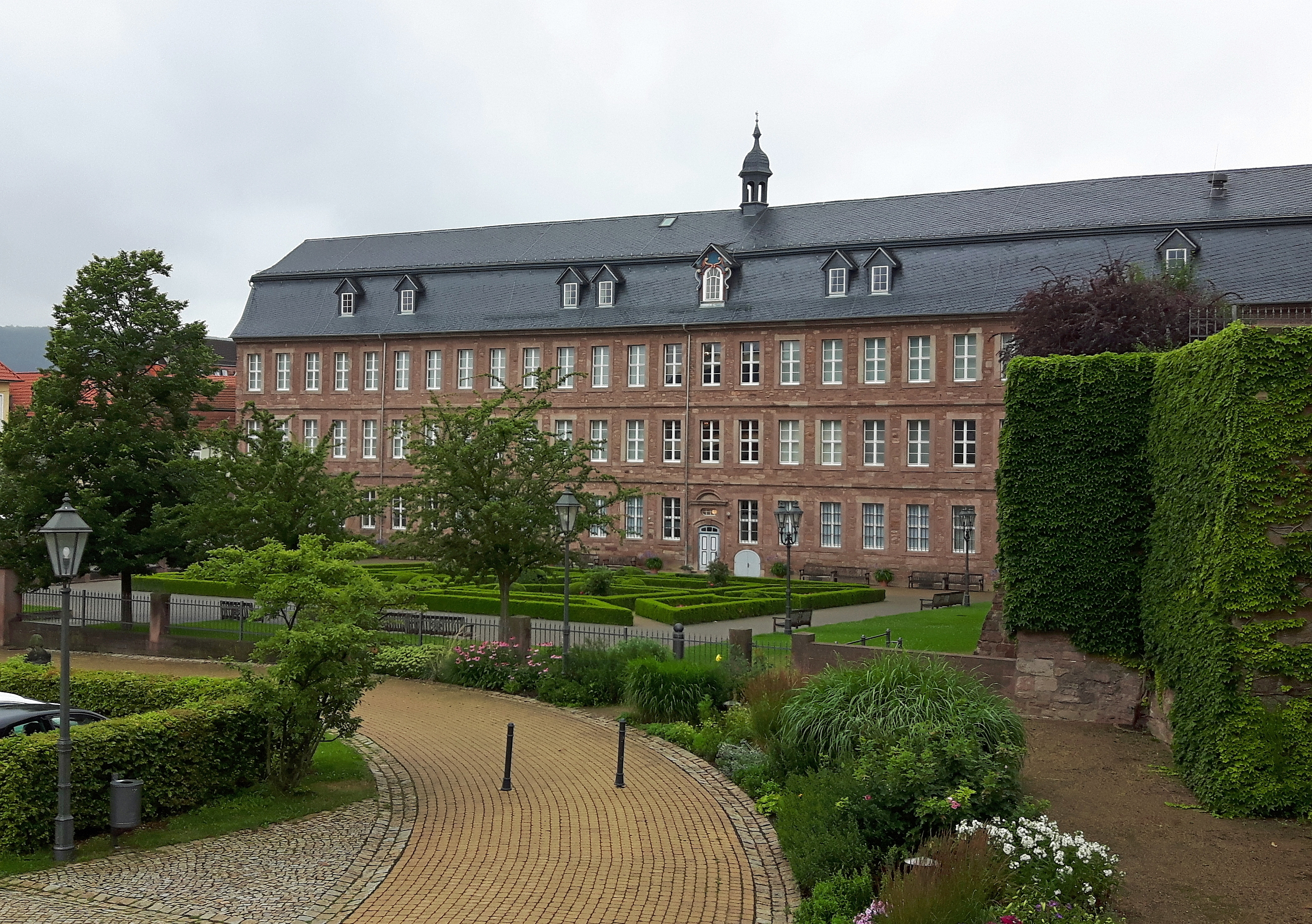
Eichsfeldmuseum, ehem. Jesuitenkolleg

- Museumsbahnhof Heiligenstadt (Ost)

### Bauwerke und Denkmäler
- Mainzer Schloss

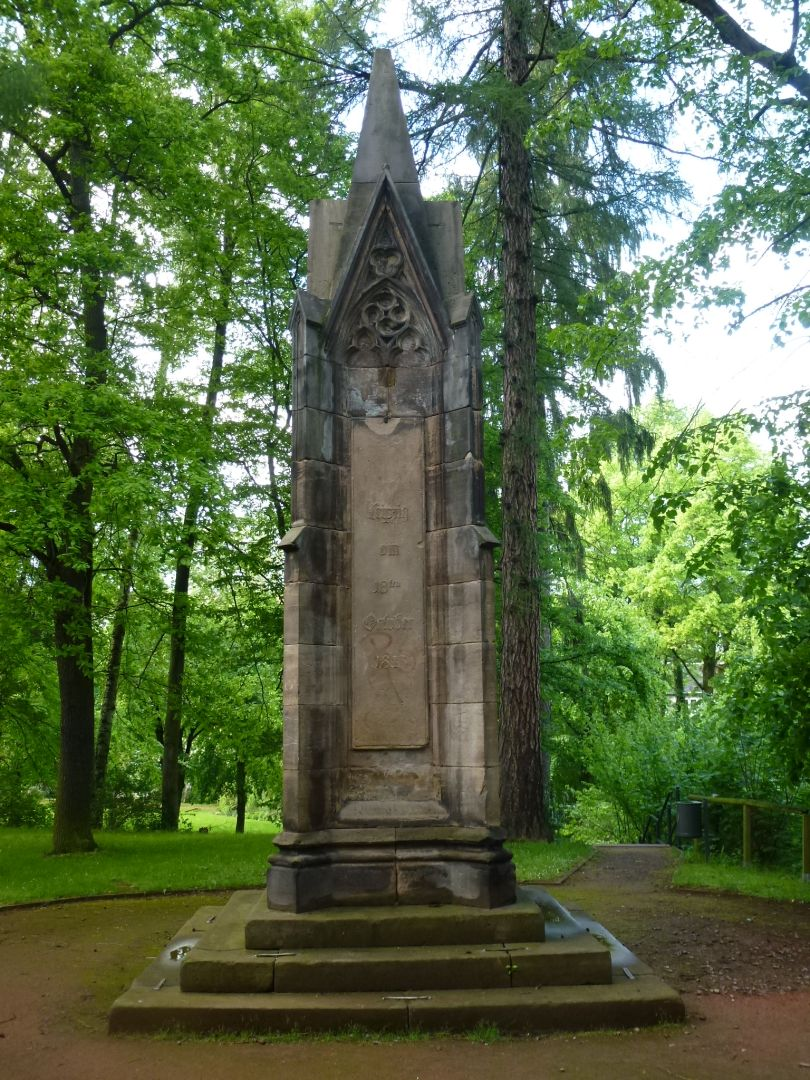
Völkerschlachtdenkmal

- Klausmühle (Fachwerkbau 1748, an dieser Stelle stand das Geburtshaus von Tilman Riemenschneider)
- Einheitsdenkmal von 2009 auf dem Friedensplatz vor dem Landratsamt zum Gedenken an Friedliche Revolution 1989/1990 und Wiedervereinigung 1990.
- Denkmal (von 1815) im Heinrich-Heine-Kurpark, errichtet von Teilnehmern an den Befreiungskriegen zur Erinnerung an die Siege über Napoleon in der Völkerschlacht bei Leipzig 1813 und der Schlacht bei Waterloo (Belle Alliance) 1815. Inschrift an der neogotischen Stele: „Gott war mit uns, ihm sey die Ehre“.[31]
- Ehemaliges Jesuitenkolleg, Barockbau aus Sandstein aus dem Jahr 1740, als Niederlassung für die Jesuiten (1575–1773 in Heiligenstadt) errichtet, danach Gymnasium, heute vom Eichsfeldmuseum genutzt.

#### Kirchen und Kapellen
- St. Aegidien (auch „Neustädter Kirche“)
- St. Marien (auch „Altstädter Kirche“, „Liebfrauenkirche“ oder „Propsteikirche“)
- St.-Annen-Kapelle
- St. Martin (auch „Bergkirche“)[32]
- Redemptoristenkloster mit der Kloster- und Pfarrkirche St. Gerhard („Paterkloster“)
- St. Nikolaus („Klausbergkirche“)
- Klöppelsklus
- Kaltenebersche Klus (Klause)
- Bergkloster der Schwestern der Hl. Maria Magdalena Postel, mit Kloster- und (Berg-)Schulkirche
- Kapelle „Mater Dolorosa“ im Haus St. Vincenz des Eichsfeld Klinikums (Krankenhauskapelle)

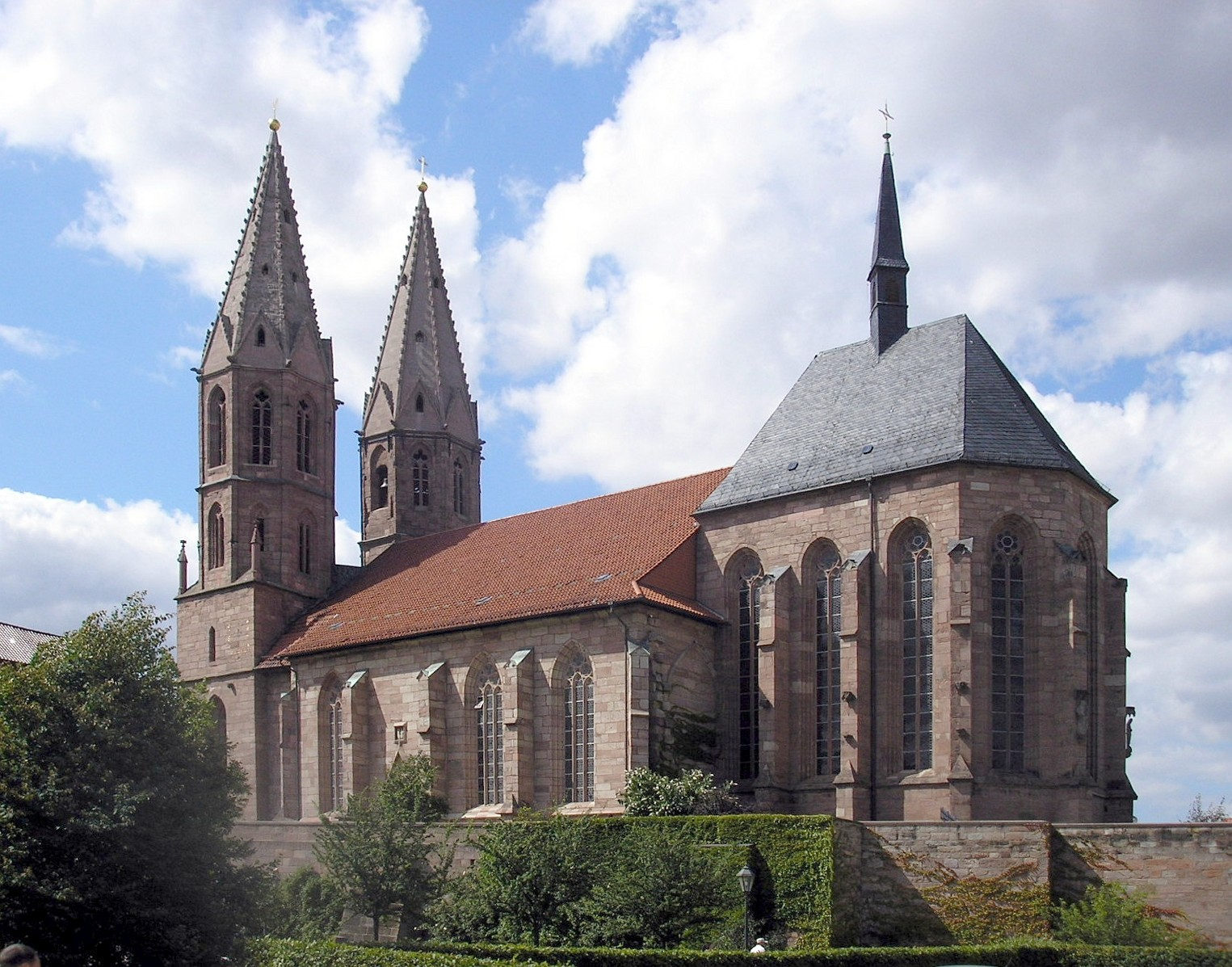
St. Marien
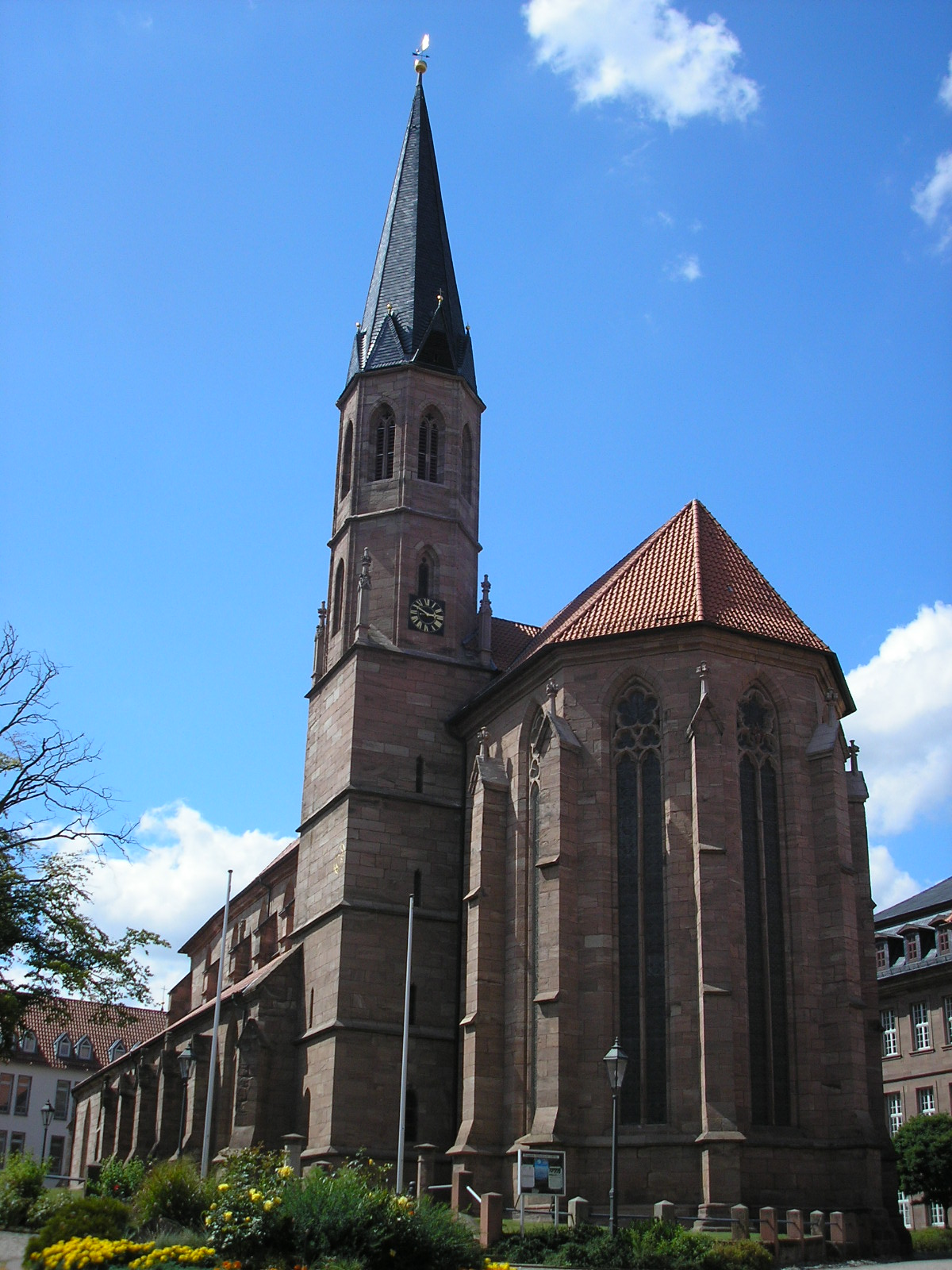
St. Martin
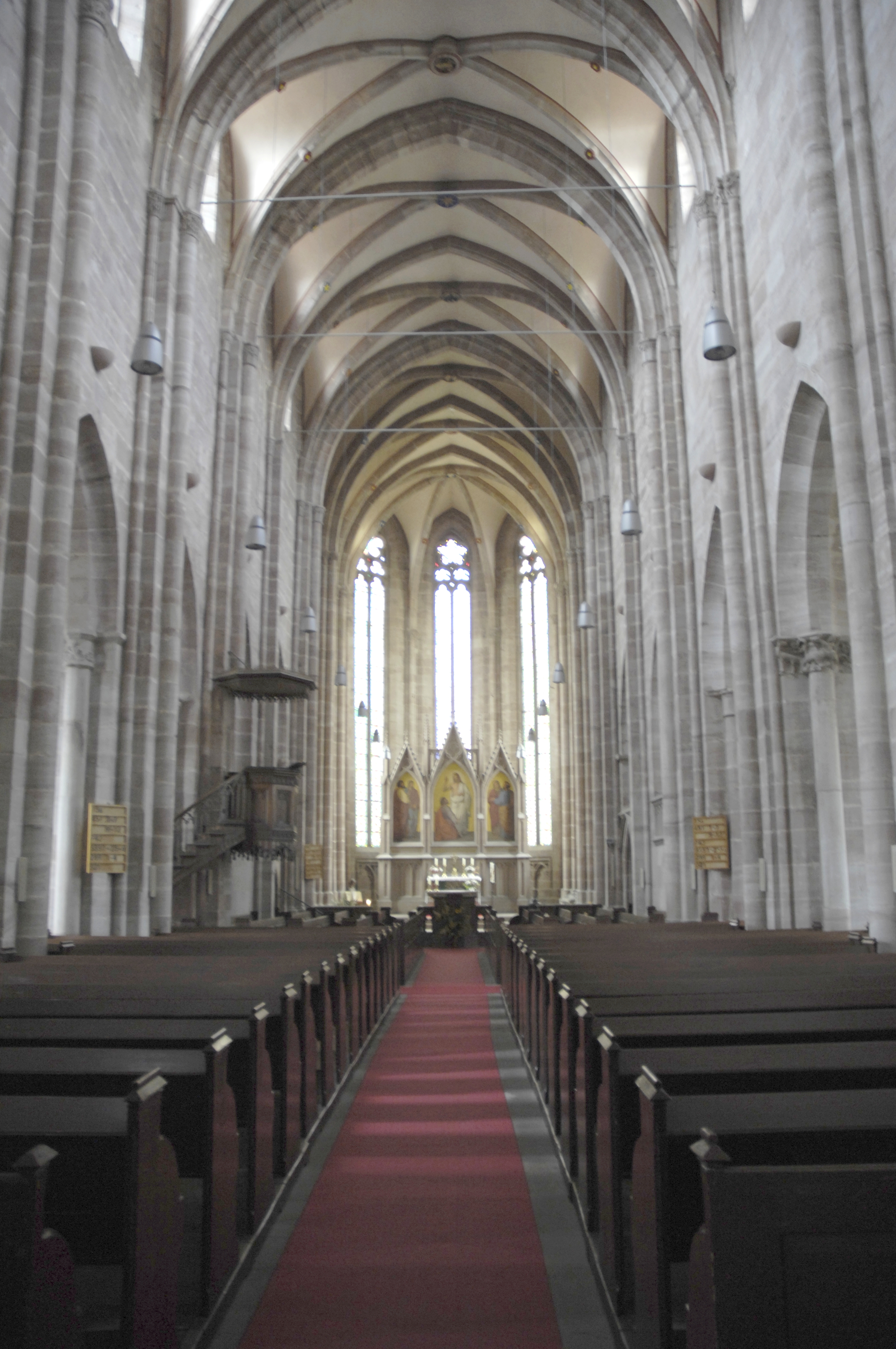
Das Innere von St. Martin
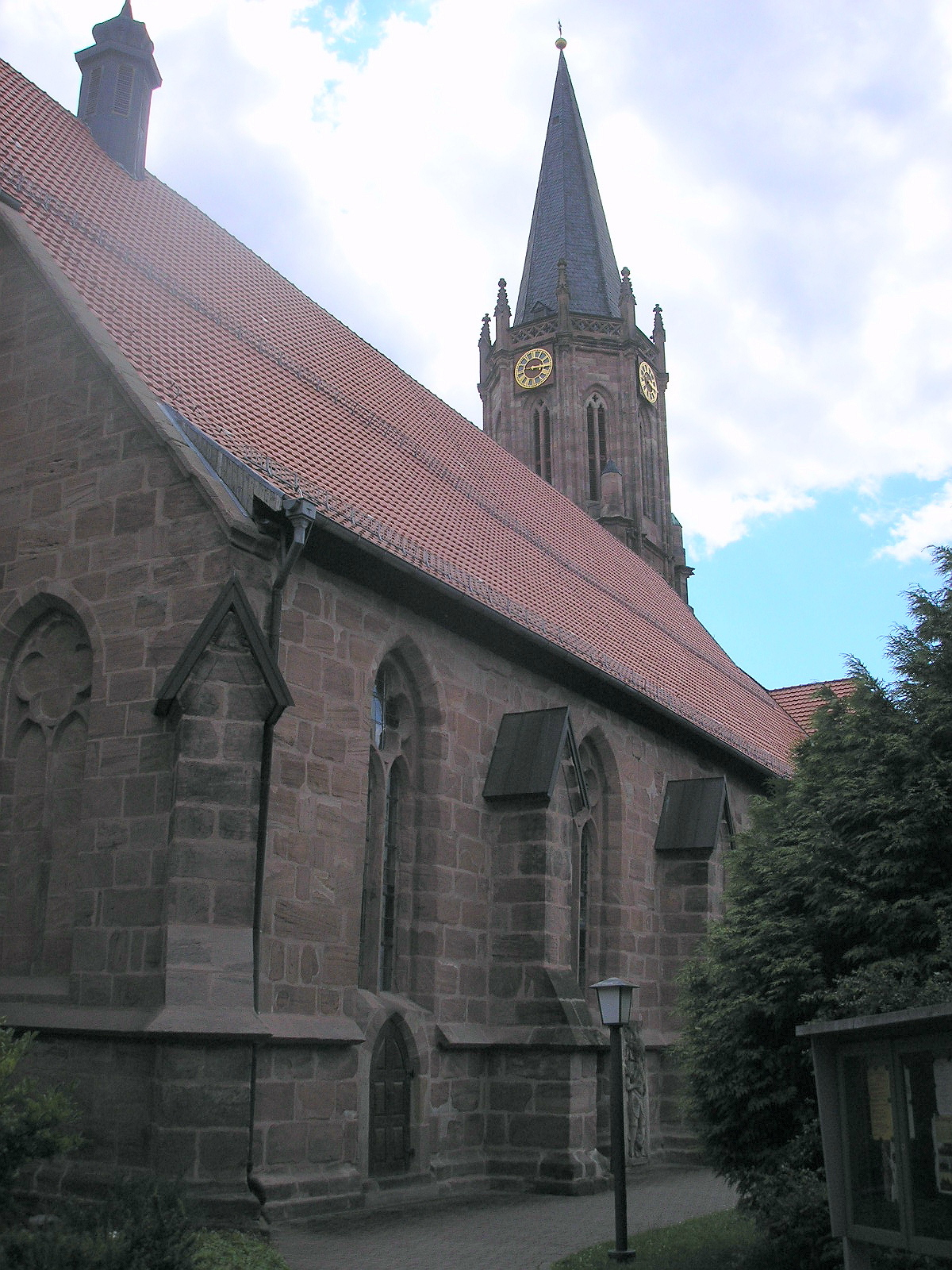
St. Aegidien
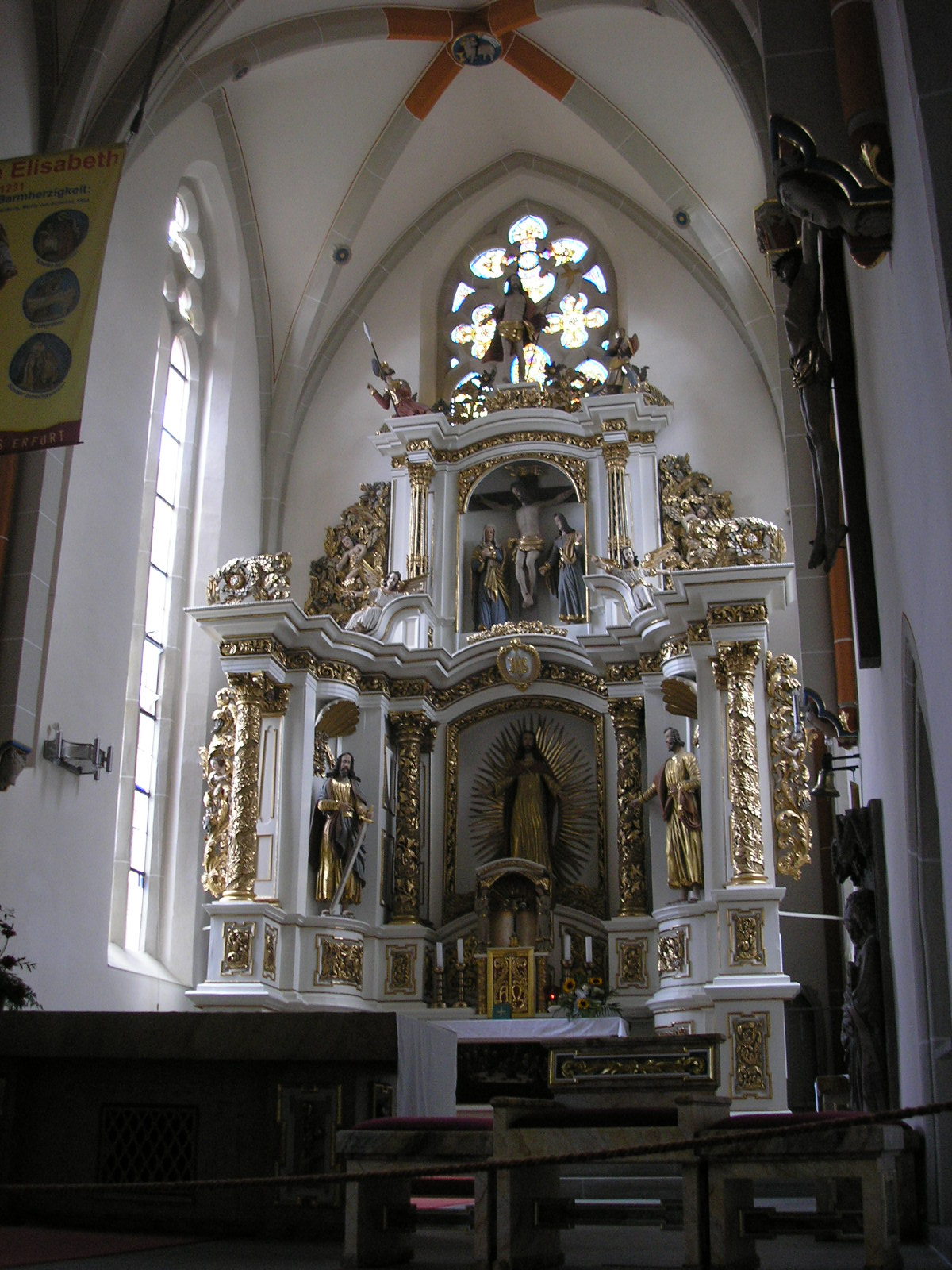
Altar von St. Aegidien
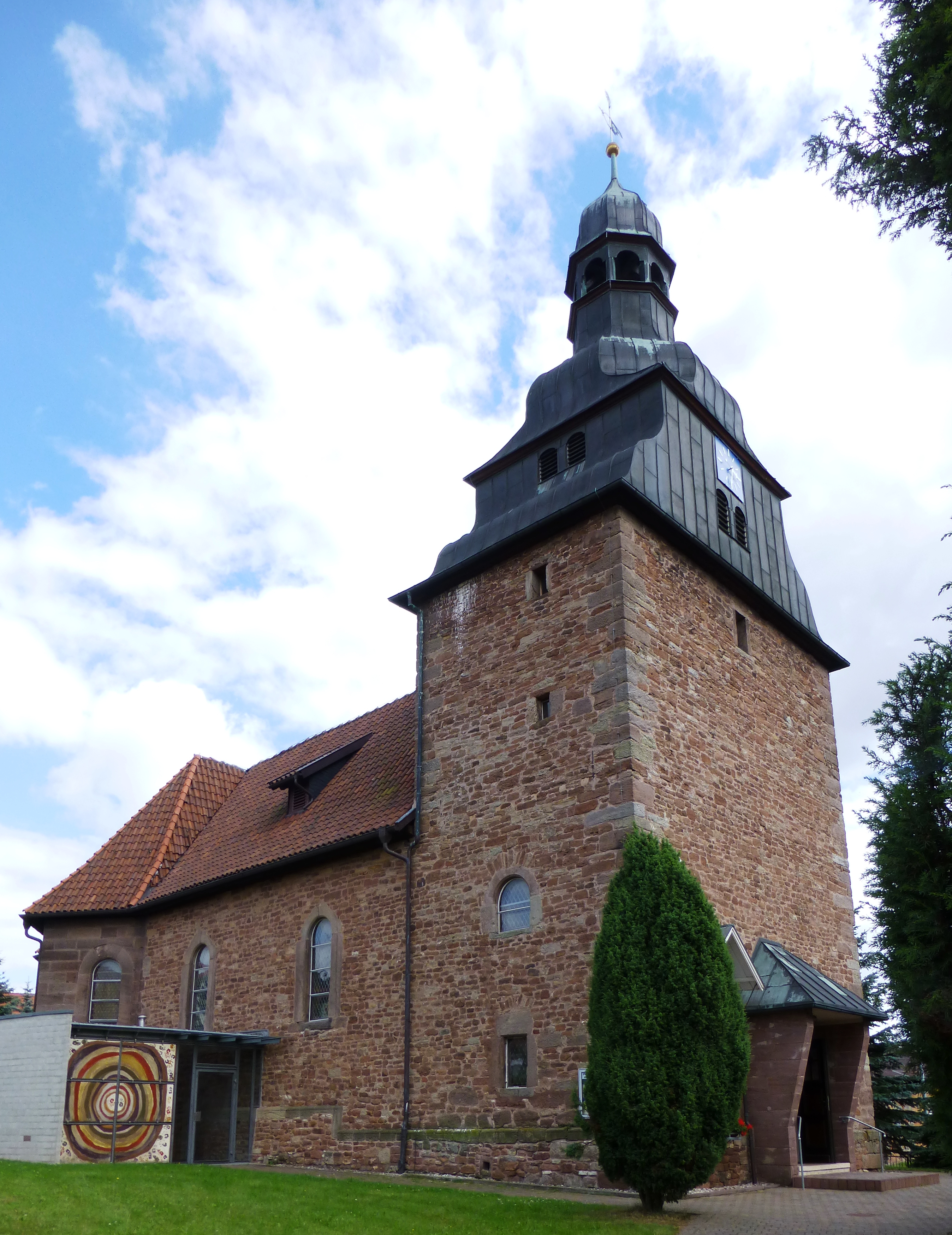
Kath. Kirche St. Georg in Günterode
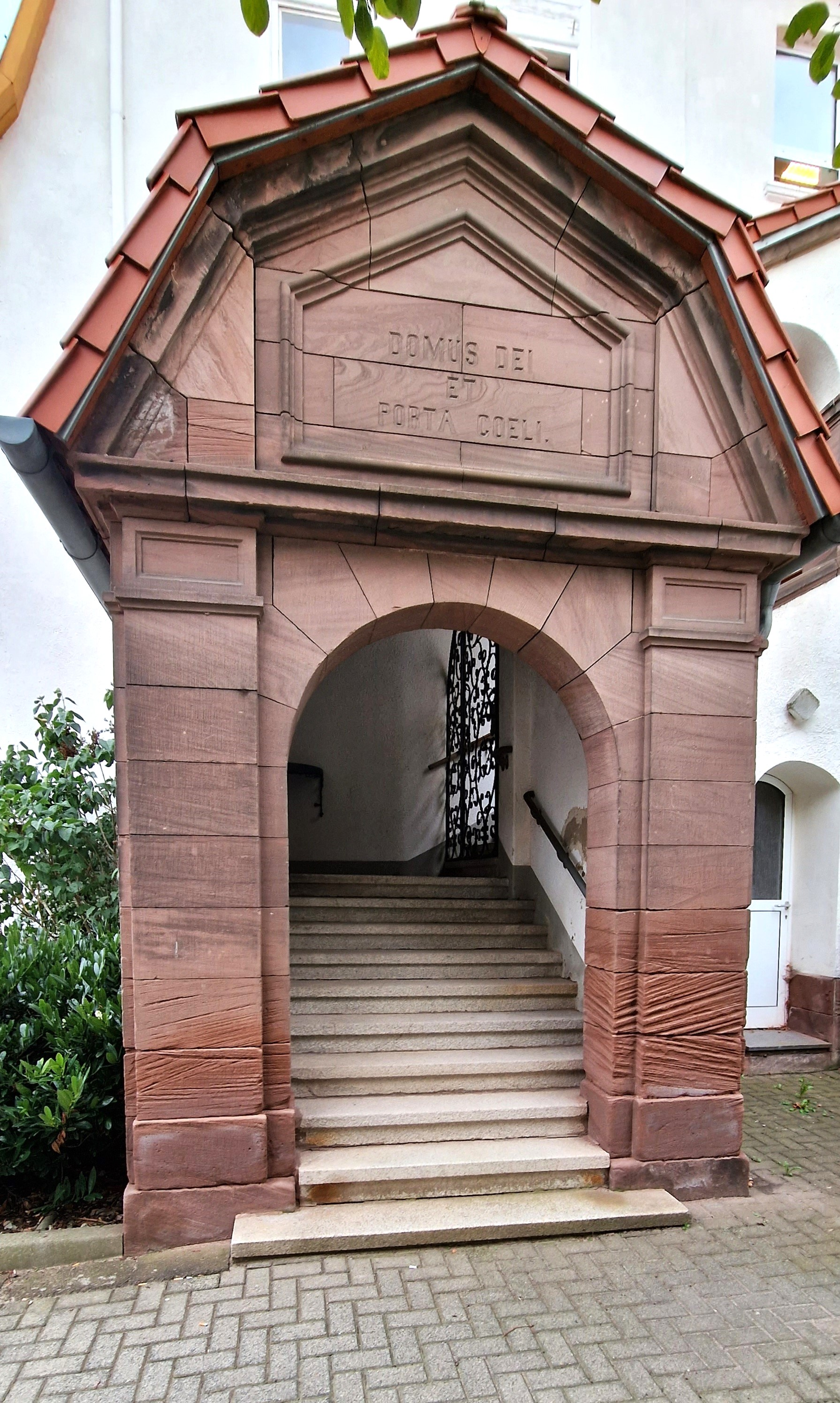
Krankenhauskapelle St. Mater Dolorosa am St. Vinzenz-Krankenhaus

### Friedhöfe
- Der Alte Friedhof beim ehemaligen Geisleder Tor wurde von 1811 bis Mitte des 20. Jahrhunderts genutzt.
- Heutiger Städtischer Friedhof am westlichen Stadtrand.
- Auf dem Jüdischen Friedhof Heiligenstadt an der Ibergstraße fand die letzte Beisetzung 1940 statt. Mit der Deportation von sechs jüdischen Einwohnern nach dem KZ Theresienstadt im September 1942 endete auch die Existenz der Jüdischen Gemeinde.
- Ein Sowjetischer Ehrenfriedhof mit Denkmal an der Dingelstädter Straße erinnert an 70 sowjetische Kriegsgefangene und Zwangsarbeiter, die im Zweiten Weltkrieg nach Deutschland verschleppt und Opfer von Zwangsarbeit wurden.

### Parks

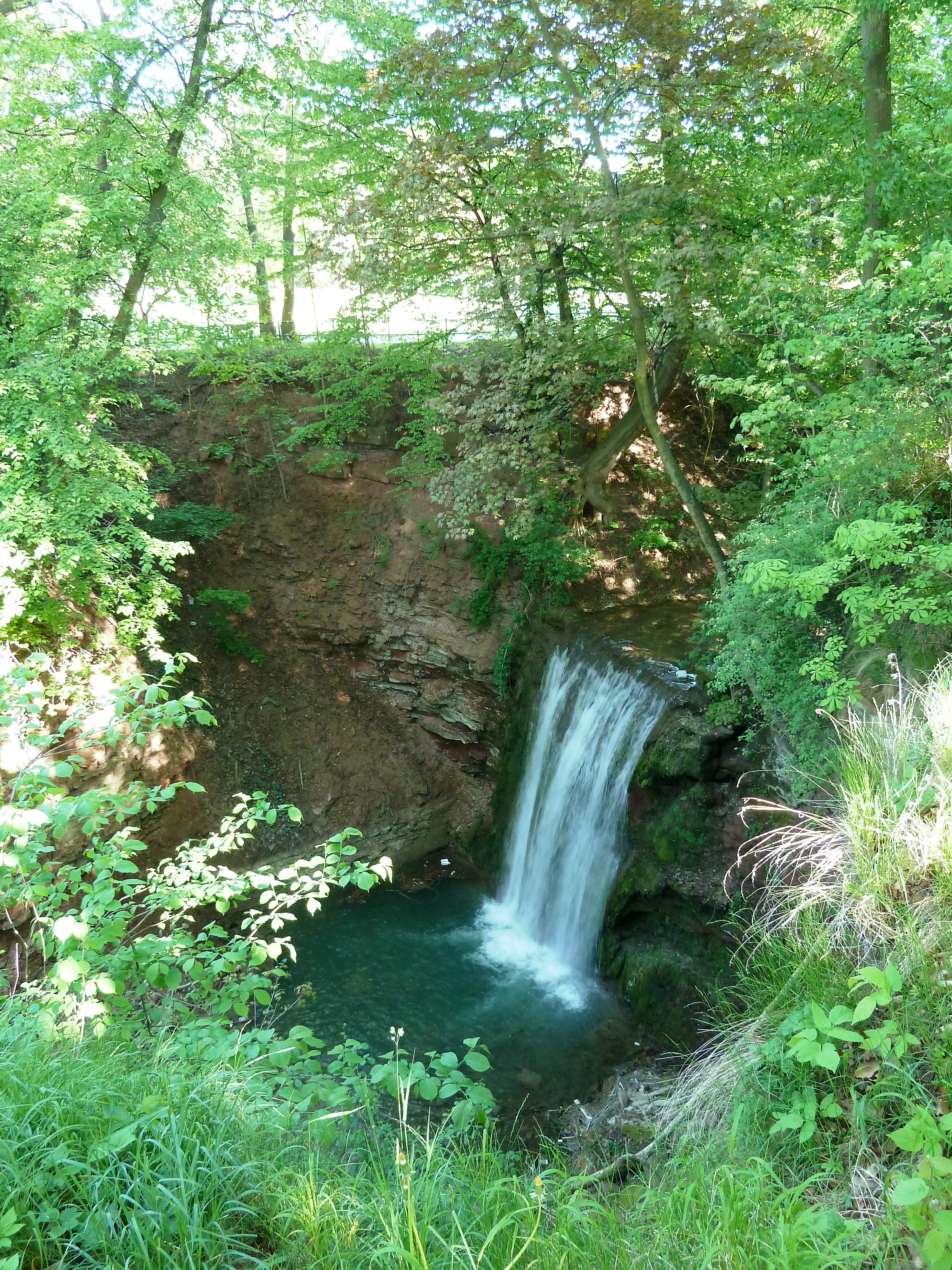
Wasserfall im Kurpark

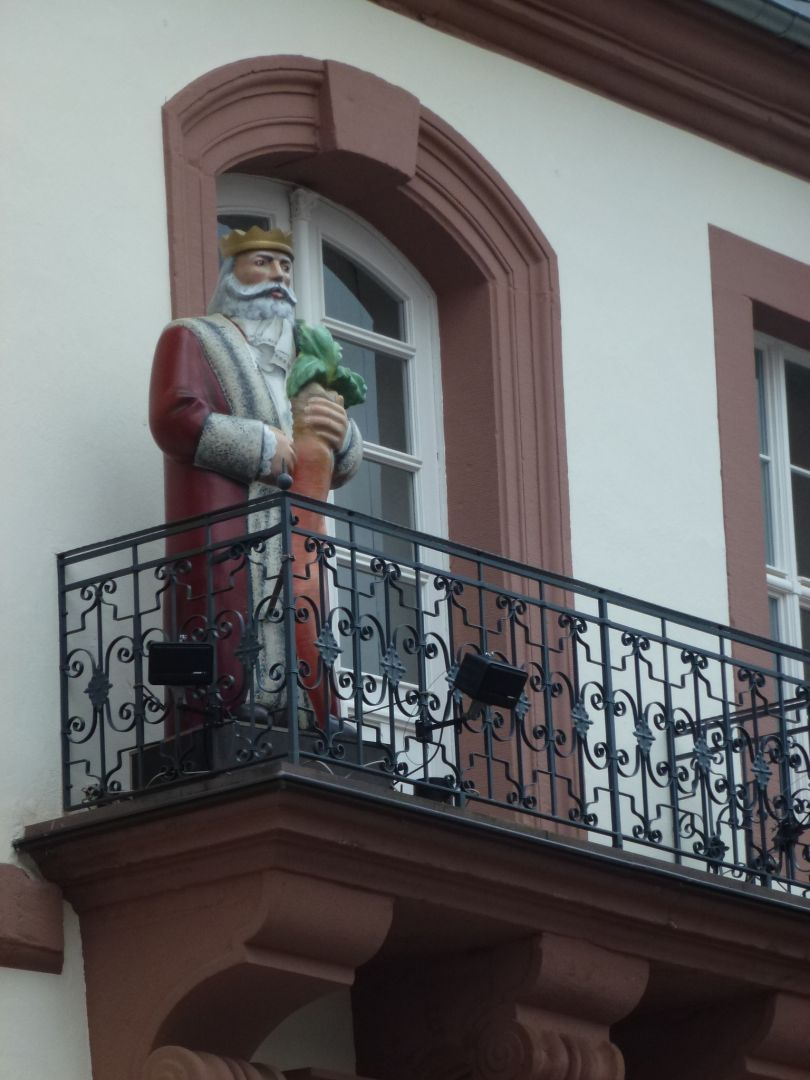
Möhrenkönig auf dem Rathausbalkon

- Heinrich-Heine-Kurpark
- Märchenpark beim Vitalpark

### Regelmäßige Veranstaltungen

#### Heiligenstädter Palmsonntagsprozession
Die Heiligenstädter Palmsonntagsprozession ist eine seit dem 16. Jahrhundert existierende Leidensprozession bei der lebensgroßen Passionsfiguren durch die Heiligenstädter Altstadt getragen werden.
In sechs Bildern wird die Leidensgeschichte Jesu dargestellt:
- Das heilige Abendmahl
- Christus am Ölberg
- Die Verspottung
- Die Kreuzigung
- Die schmerzhafte Mutter
- Das Heilige Grab

Ursprünglich war die Prozession eine Karfreitagsprozession. Im Jahre 1734 wurde sie auf den Palmsonntag verlegt.
Die Heiligenstädter Palmsonntagsprozession zieht stets tausende Gläubige und Zuschauer aus der Umgebung und bundesweit an.
Wegen ihrer überregionalen Bedeutung wurde die Prozession 2016 von der UNESCO als immaterielles Kulturerbe anerkannt.
Sie ist neben der Männerwallfahrt am Himmelfahrtstag zum Klüschen Hagis die größte kirchliche Veranstaltung im Eichsfeld.
Eine ähnliche Prozession ist die Karfreitagsprozession im fränkischen Lohr am Main.

#### Ibergrennen
Auf der Landesstraße 2022 (Holzweg genannt), die über die Westausläufer des Ibergs verläuft, wird seit 1994 alljährlich am letzten Wochenende im Juni das Ibergrennen veranstaltet, ein Lauf des Deutschen Bergpokals und der Deutschen Bergmeisterschaft für Touren- und seit 1998 Sportwagen. 1998 wurde der Streckenbelag erneuert und die Leitplanken verstärkt. Seitdem nehmen auch Rennsportfahrzeuge teil. 2000 wurde die Streckenlänge von 1,96 auf 2,05 km verlängert, bei unverändert 200 m Höhenunterschied. Der Parcours zählt damit zu den kürzesten Bergrennstrecken in Deutschland, ist aber fahrerisch nicht anspruchslos.
Das Fahrerlager befindet sich traditionell in den Straßen im zentrumsnahen Bereich von Heiligenstadt, was dieses Rennen zu einem besonderen macht. Eine Tankstelle ist unmittelbar ans Fahrerlager angeschlossen. Ein Supermarkt, der auch am Sonntag öffnet, bildet das Zentrum des Fahrerlagers.
Die ersten Rennen wurden hier bereits 1925 gefahren, damals jedoch noch auf Motorrädern.

#### Heiligenstädter Kolloquium
Seit 1982 findet im Zweijahresrhythmus jeweils im September das Heiligenstädter Kolloquium „Technische Systeme für die Lebenswissenschaften“ statt. Diese wissenschaftliche Konferenz wird vom Institut für Bioprozess- und Analysenmesstechnik e. V., einer außeruniversitären Forschungseinrichtung des Freistaates Thüringen und An-Institut der Technischen Universität Ilmenau, ausgerichtet. Im Rahmen dieser Tagung treffen sich regelmäßig rund 200 Wissenschaftler aus Universitäten, Hochschulen, Forschungsinstituten und der Industrie aus der Bundesrepublik Deutschland und benachbarten europäischen Staaten. Der Schwerpunkt liegt auf der Präsentation von interdisziplinären, vorwiegend anwendungsorientierten Forschungsthemen. Die Tagung wird von einer Geräteausstellung begleitet. Zahlreiche namhafte Referenten haben bereits auf dieser Tagung vorgetragen, so z. B. im Jahr 2014 der Nobelpreisträger Erwin Neher.

#### Weitere Veranstaltungen
- Heimensteiner Kirmes (Pfingsten)
- Fest der Heiligenstädter Möhrenkönige (Stadtfest, zweites Septemberwochenende), an eine Sage anknüpfend[38]
- Bahnhofsfest am Heiligenstädter Ostbahnhof (April, September)
- Vitalpark-Openair (jährlich im Frühjahr)
- Sommernachtsball (Openairveranstaltung im Vitalpark)
- Klassiknacht (Openairkonzert im Barockgarten, seit 2001)

## Wirtschaft und Infrastruktur

### Verkehr

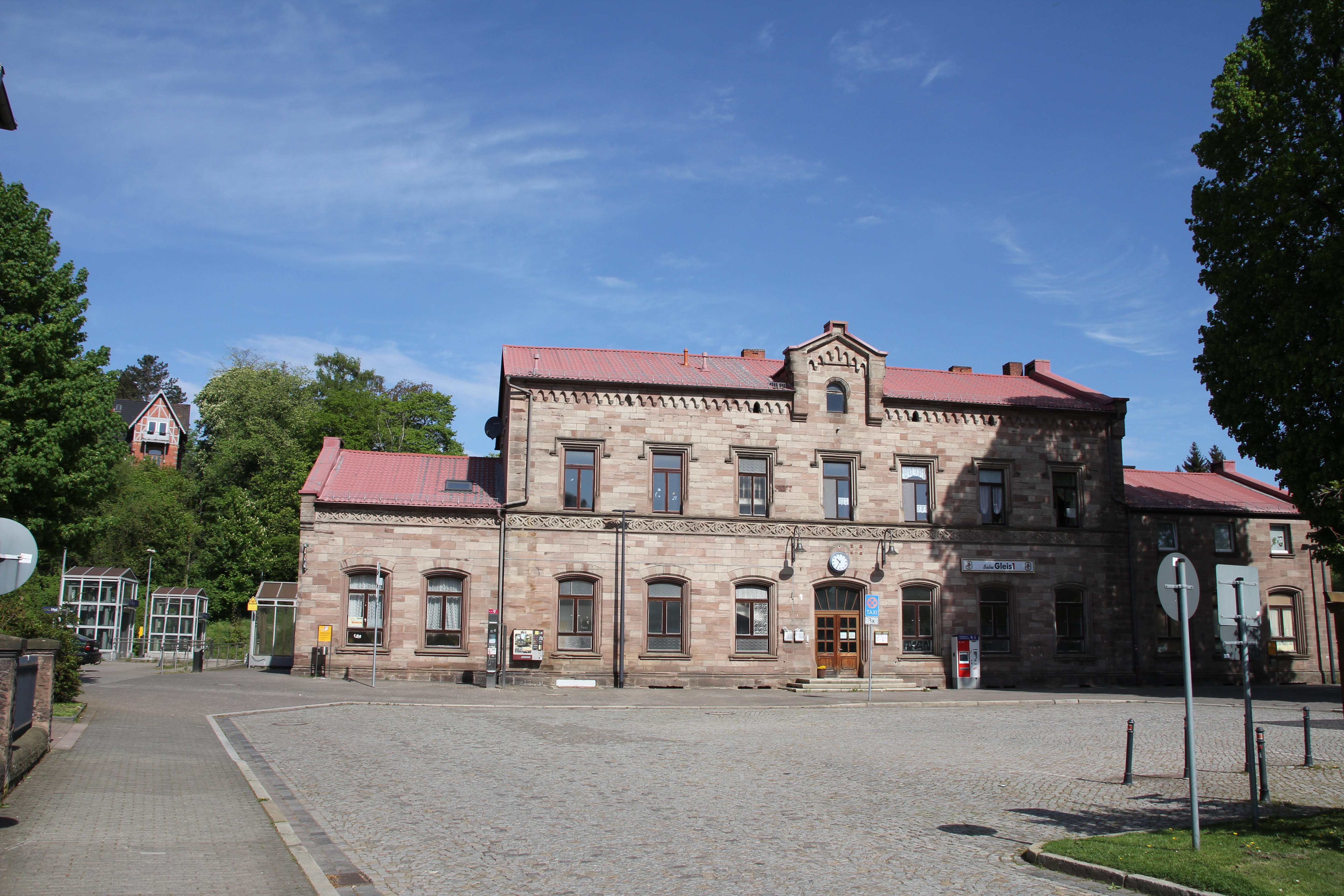
Bahnhof Heiligenstadt

#### Straßenverkehr
Heiligenstadt liegt in unmittelbarer Nähe zur A 38 (Göttingen–Leipzig), sowie an der Deutschen Märchenstraße. Weitere Verkehrsmöglichkeiten bestehen über die L 3080 (früher B 80) gen Witzenhausen im Westen und Leinefelde im Osten.

#### Nahverkehr

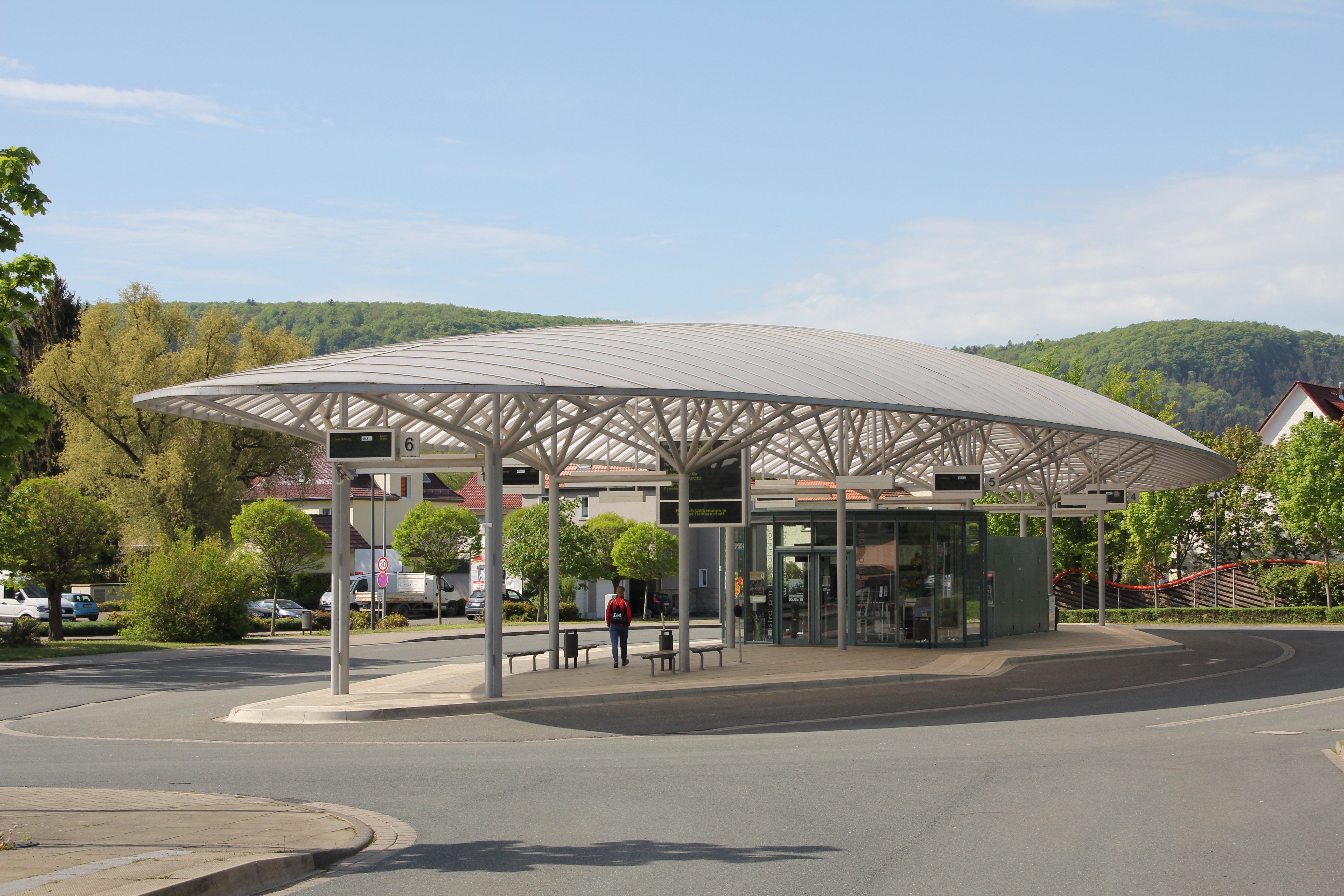
Busbahnhof

Heiligenstadt besitzt einen Bahnhof an der Halle-Kasseler Eisenbahn. Es bestehen in dichtem Takt direkte Nahverkehrsverbindungen, u. a. nach Göttingen, Erfurt, Kassel und Halle (Saale). Der Intercity Kyffhäuser (Frankfurt am Main–Leipzig) wurde von 2009 bis 2014 im Wochenendverkehr angeboten.
Heiligenstadt wird mit einem Stadtbussystem erschlossen, betrieben von den Eichsfeldwerken. Der Stadtbus ist, ebenso wie der Regionalbus, durch einen modernen Busbahnhof in Bahnhofsnähe mit der Eisenbahn verknüpft.

#### Flugverkehr
In der Nähe des Ortsteils Günterode, ca. drei Kilometer nördlich des Stadtzentrums, befindet sich der Flugplatz Eichsfeld. Er wurde 2005 mit einer 750 m langen Asphaltbahn ausgestattet, die auch größeren Privatflugzeugen eine Landung ermöglicht.
Der nächste Passagierflughafen ist der Flughafen Erfurt.

#### Radwander- und Wanderwege
Durch das Stadtgebiet führen auch der Leine-Heide-Radweg, der Unstrut-Leine-Radweg und der Pilgerweg Loccum–Volkenroda.

### Ansässige Unternehmen

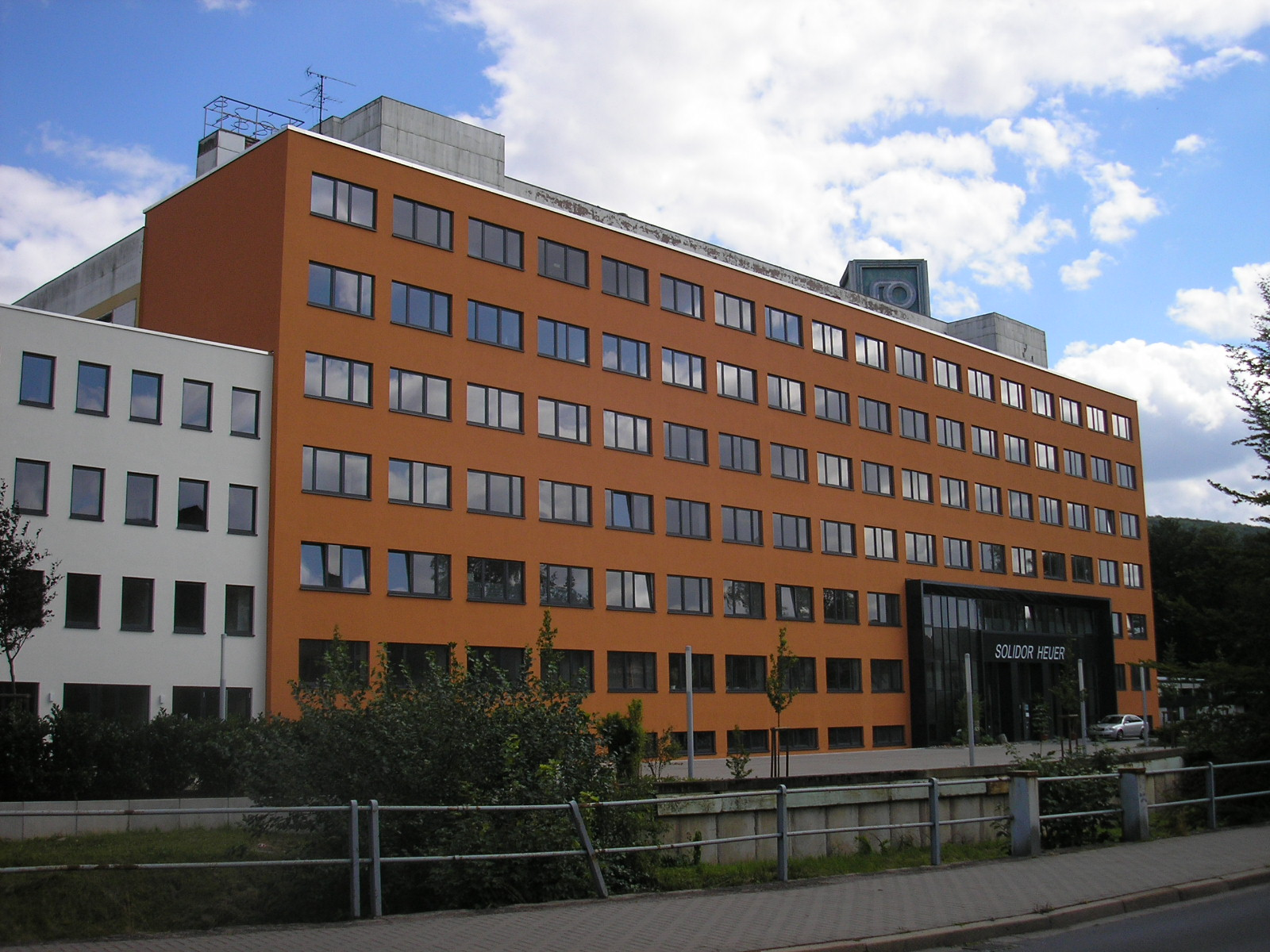
Solidor-Gebäude

Die heimische Wirtschaft wird bestimmt durch das produzierende Gewerbe, aber auch von Druckereien und Logistik-Dienstleistern. Die wichtigsten Unternehmen sind sicher die Firmen Magna International Stanztechnik GmbH, Kaufland Fleischwaren sowie SIM Automation, eine Firma für Fabrikautomation.
Seit Ende des 19. Jahrhunderts bestimmte die Produktion von Kleinmetall- und Hartkurzwaren die Industrie der Stadt. Daraus entstand 1973 das Kombinat Solidor Heiligenstadt, das in seinem Heiligenstädter Stammbetrieb in den 1980er Jahren bis zu 2200 Mitarbeiter beschäftigte. Nach 1990 wurde das Kombinat privatisiert und in einzelne Betriebe aufgelöst. Die Tradition der Kleinmetallverarbeitung wird heute von der Solidor Heuer GmbH fortgeführt.
Die Stadtverwaltung legt viel Kraft in die Entwicklung des Kurbetriebes. Ein weiteres Kurhotel mit 130 Zimmern (Hotel am Vitalpark) wurde im August 2008 eröffnet. Als Betreibergesellschaft fungiert die Hotelgesellschaft KGHH Heilbad Heiligenstadt mbH, die eine Tochtergesellschaft der Vital Heilbad Heiligenstadt GmbH & Co. KG ist.

### Medien
In Heiligenstadt gibt es Lokalredaktionen der Tageszeitungen Thüringer Allgemeine (TA) und der Thüringischen Landeszeitung (TLZ). Beide gehören der Mediengruppe Thüringen (WAZ-Konzern) an.
Zudem befindet sich in der Stadt ein Regionalstudio von MDR1 Radio Thüringen, das aus dem Eichsfeld, dem Unstrut-Hainich-Kreis und dem Kreis Nordhausen berichtet.

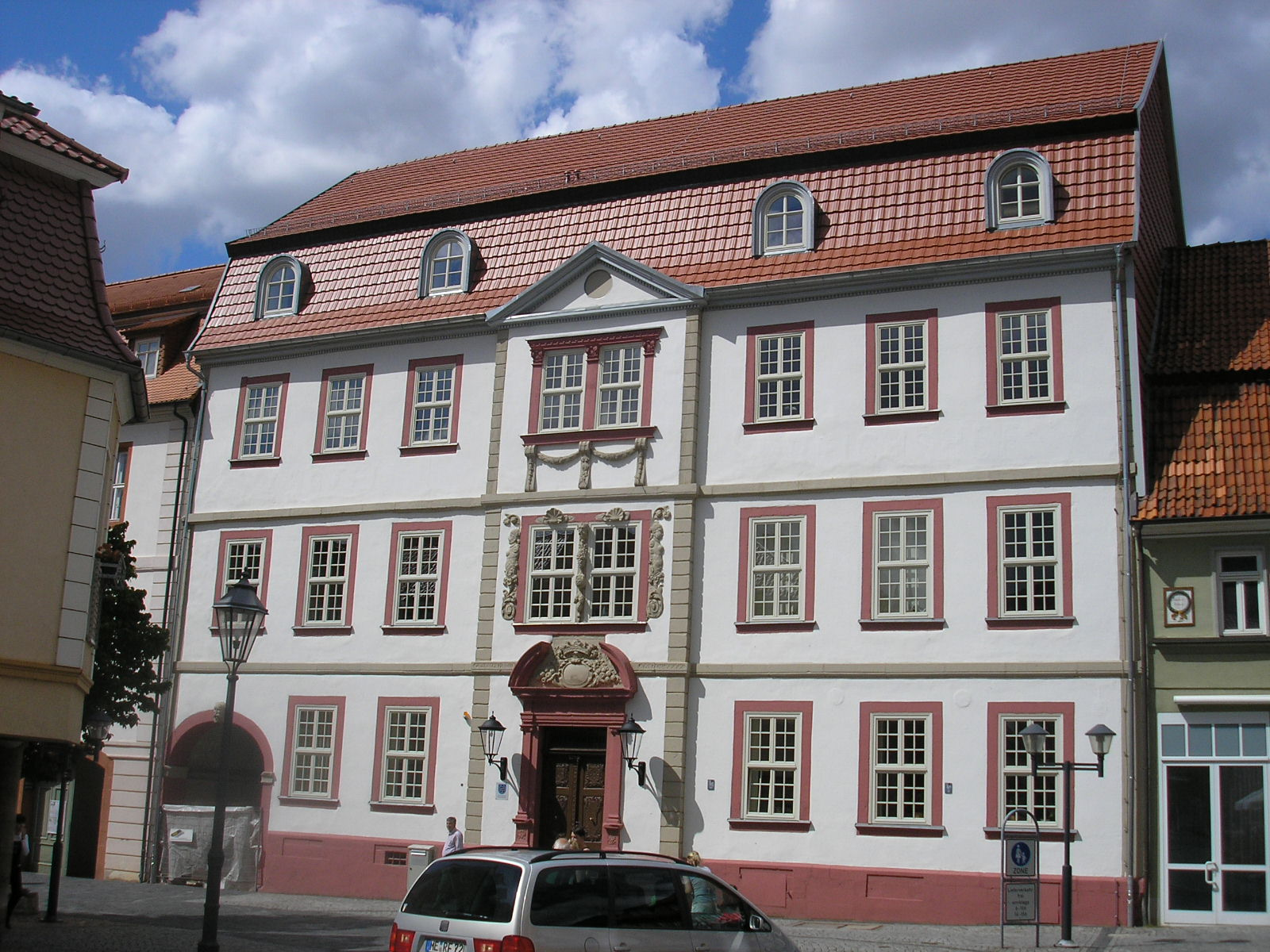
Amtsgericht

### Öffentliche Einrichtungen
Das Amtsgericht Heilbad Heiligenstadt ist eines von vier Amtsgerichten im Landgerichtsbezirk Mühlhausen.
In Heiligenstadt befindet sich der Sitz des Landratsamtes des Landkreises Eichsfeld.
Ein Kino hat Heiligenstadt seit 2005 nicht mehr, wohl aber das Eichsfelder Kulturhaus (Träger Landkreis Eichsfeld), in dem regelmäßig Konzerte u. ä. stattfinden. Erwähnenswert sind im Sommer ebenfalls die Konzerte im Barockgarten (privat veranstaltet) und im Kurpark (veranstaltet von der Klinikgesellschaft).

### Gesundheitswesen

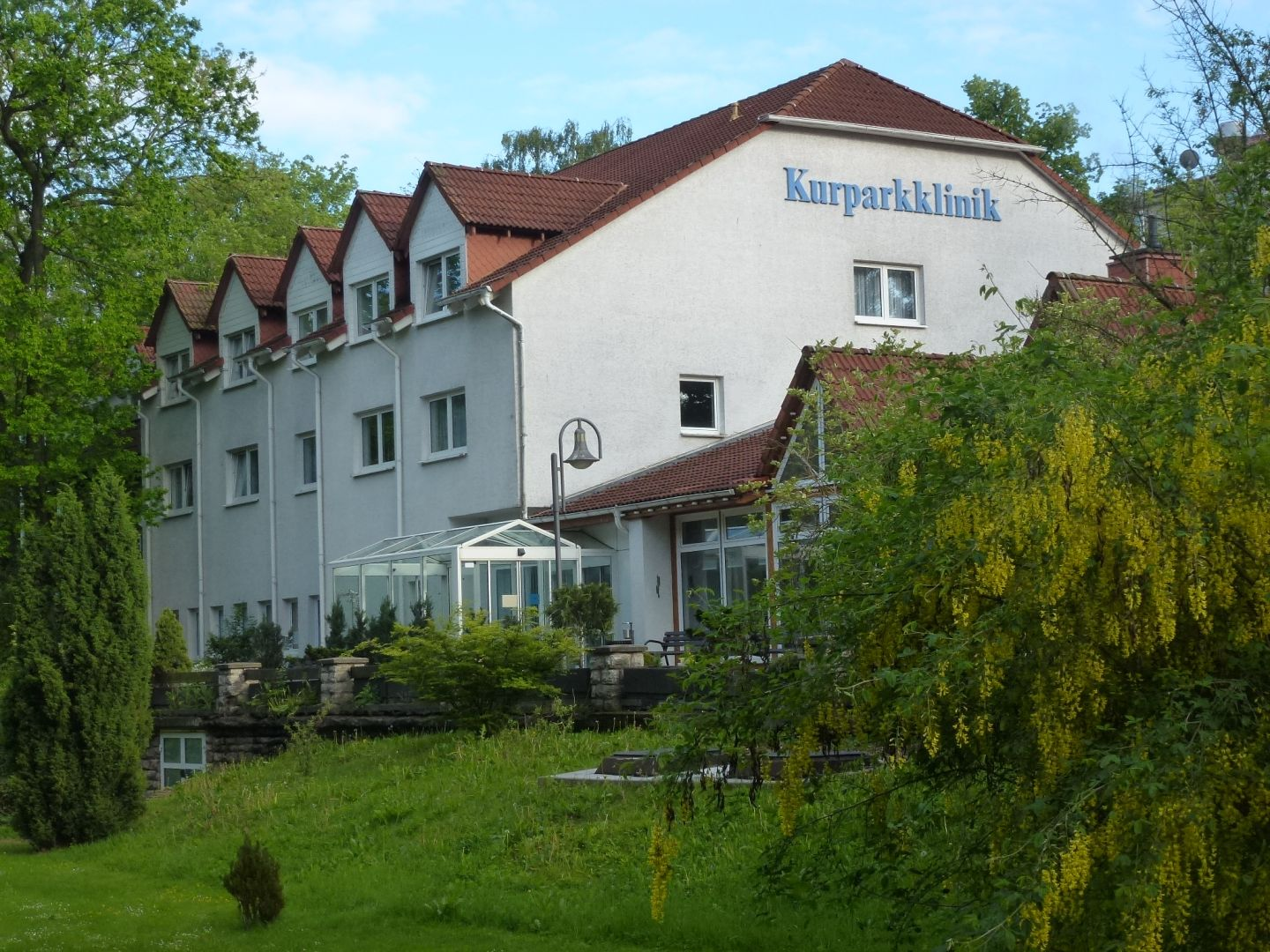
Kurparkklinik

Das Eichsfeld Klinikum (Haus St. Vincenz Heiligenstadt) bildet mit 373 Planbetten und weiteren Häusern in Worbis (Haus St. Elisabeth) und Reifenstein (Haus Reifenstein) das Zentrum der stationären Versorgung im Eichsfeldkreis.
Die Kurparkklinik, eine Rehabilitationsklinik für Orthopädie und Innere Medizin, hat die Klinikgesellschaft als Träger.
Der Vitalpark, offiziell ein Kurhaus, jedoch mit Spaßbad-Charakter, wurde nach der deutschen Wiedervereinigung gebaut und befindet sich ebenfalls im Besitz der Klinikgesellschaft.

### Bildung
Die Grund- und Regelschulen sind staatlich, genauso wie das von 1926 bis 1929 erbaute Johann-Georg-Lingemann-Gymnasium. Einige Kindergärten sowie das Gymnasium Bergschule St. Elisabeth befinden sich in kirchlicher Trägerschaft. Die Gesellschafter sind der Orden der Schwestern der Heiligen Maria Magdalena Postel, die katholischen Pfarrgemeinden der Stadt Heiligenstadt und das Bistum Erfurt.

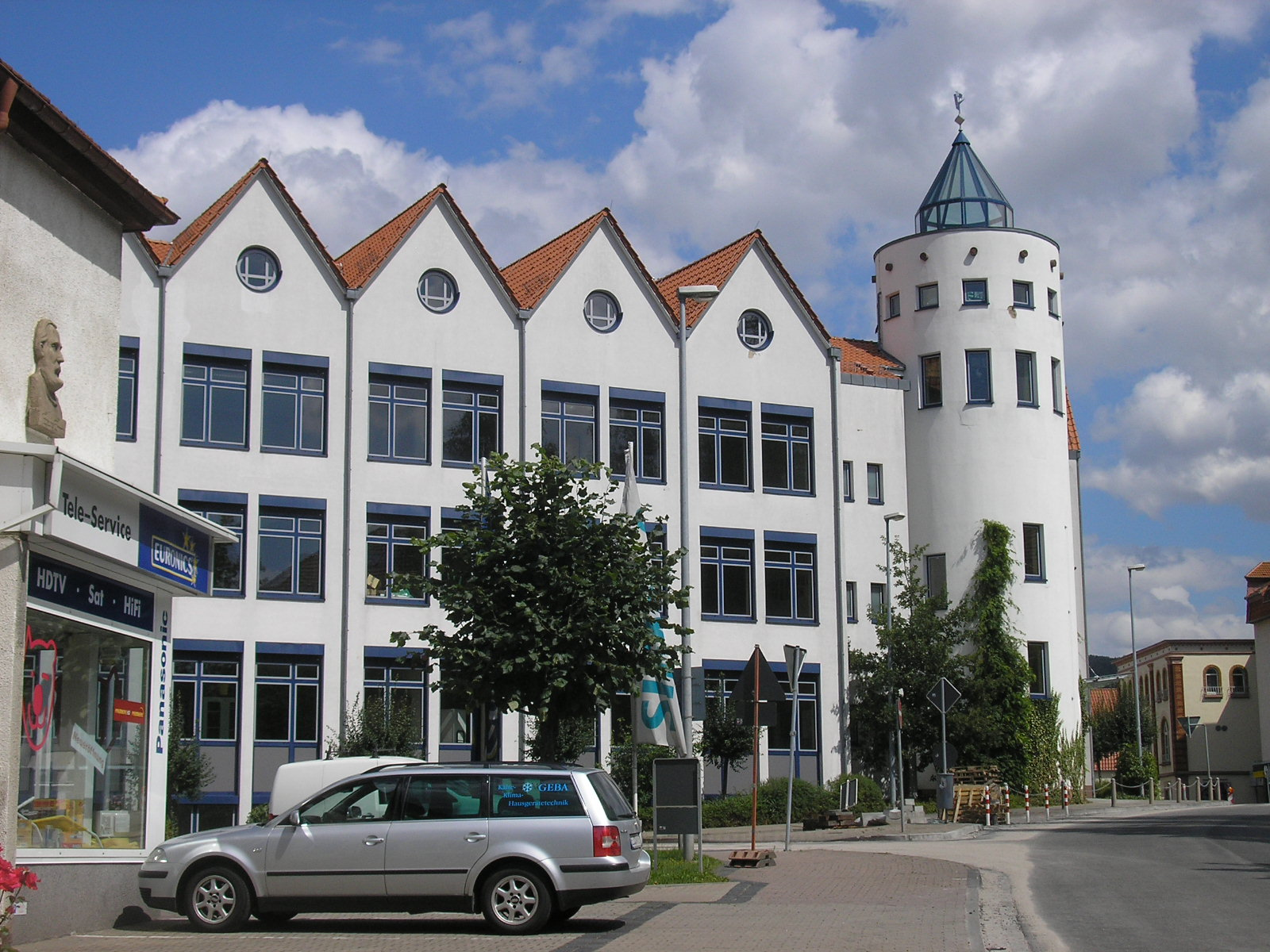
Bergschule St. Elisabeth
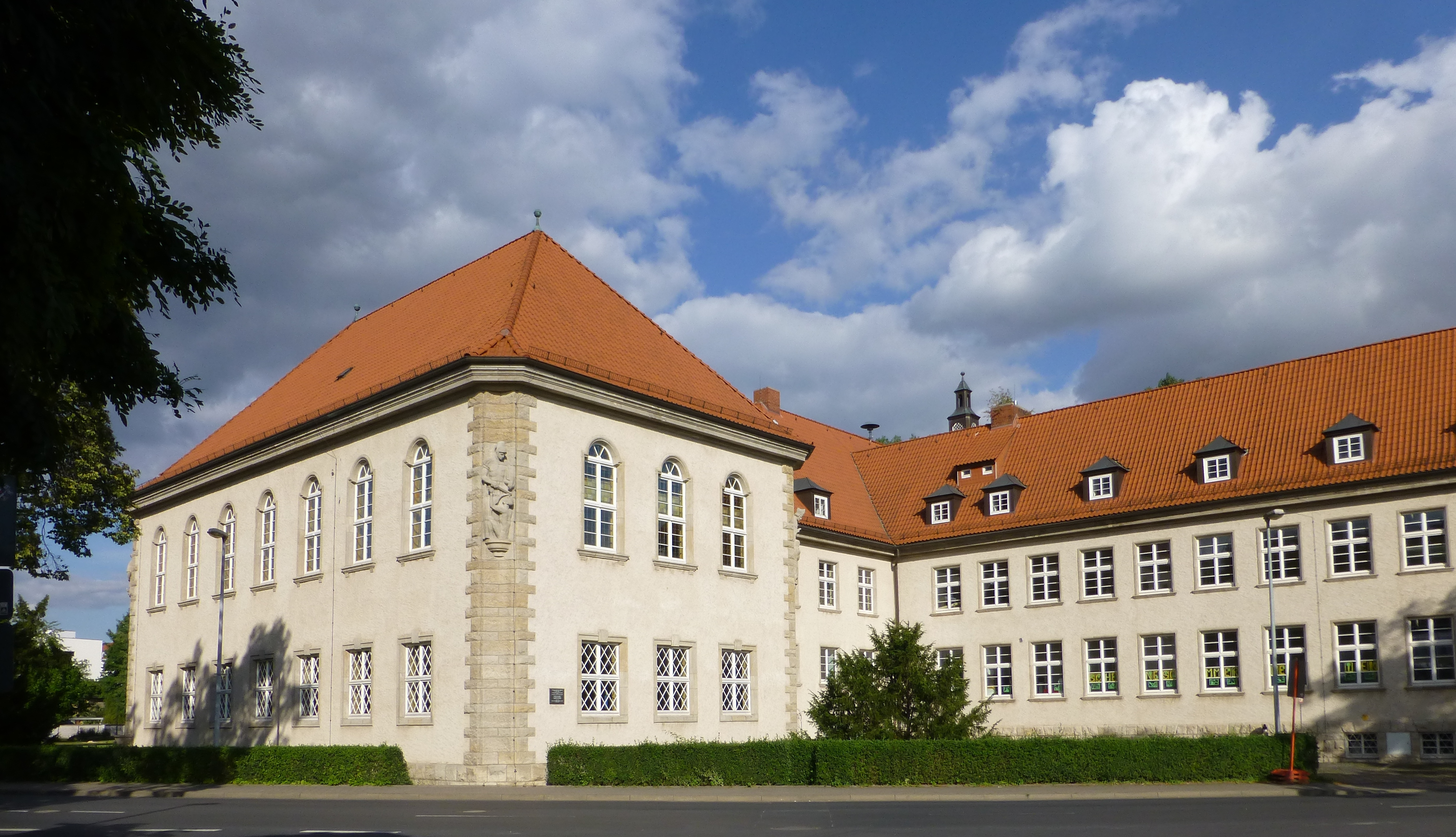
Johann-Georg-Lingemann-Gymnasium
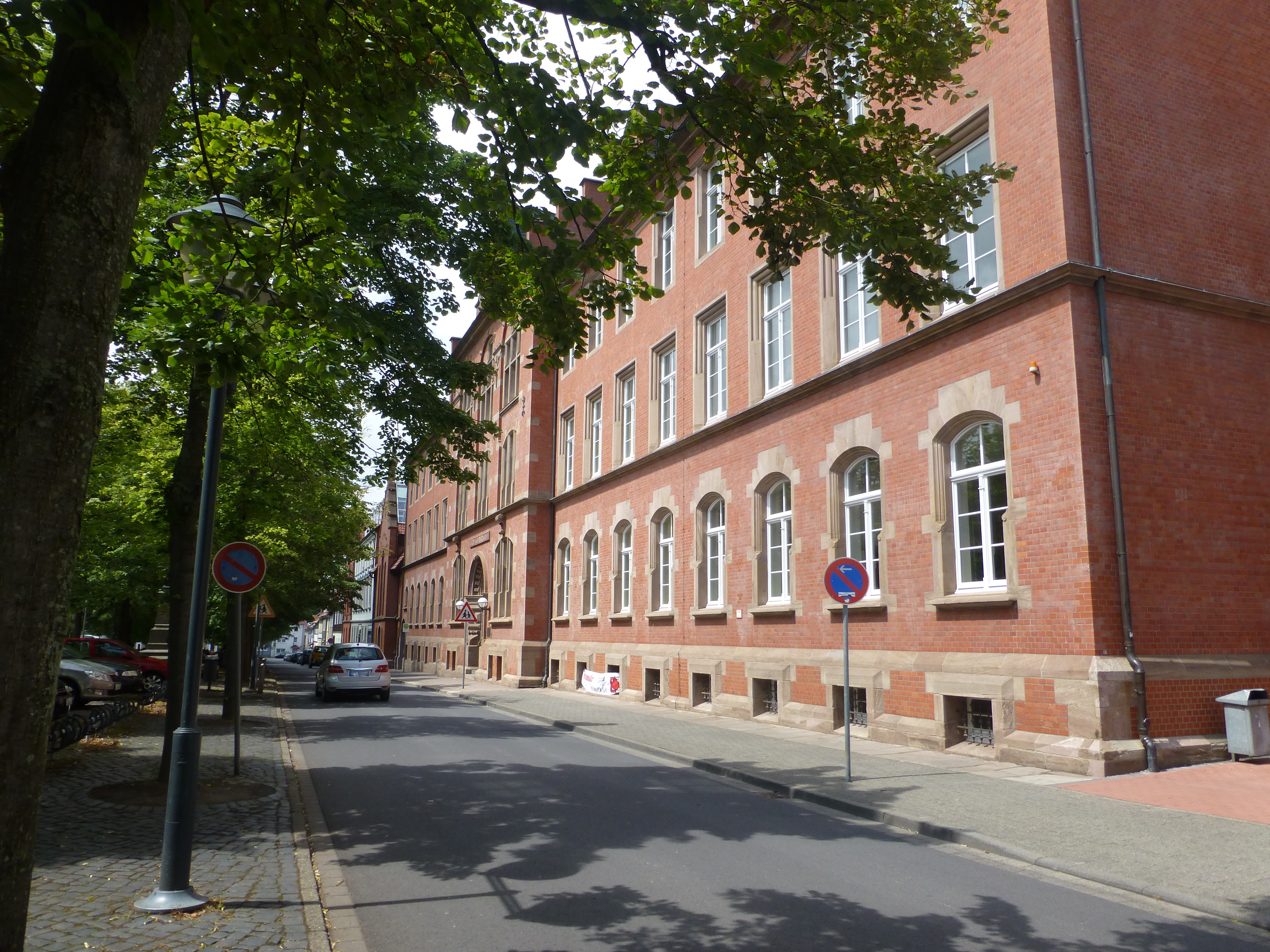
Lorenz-Kellner-Schule
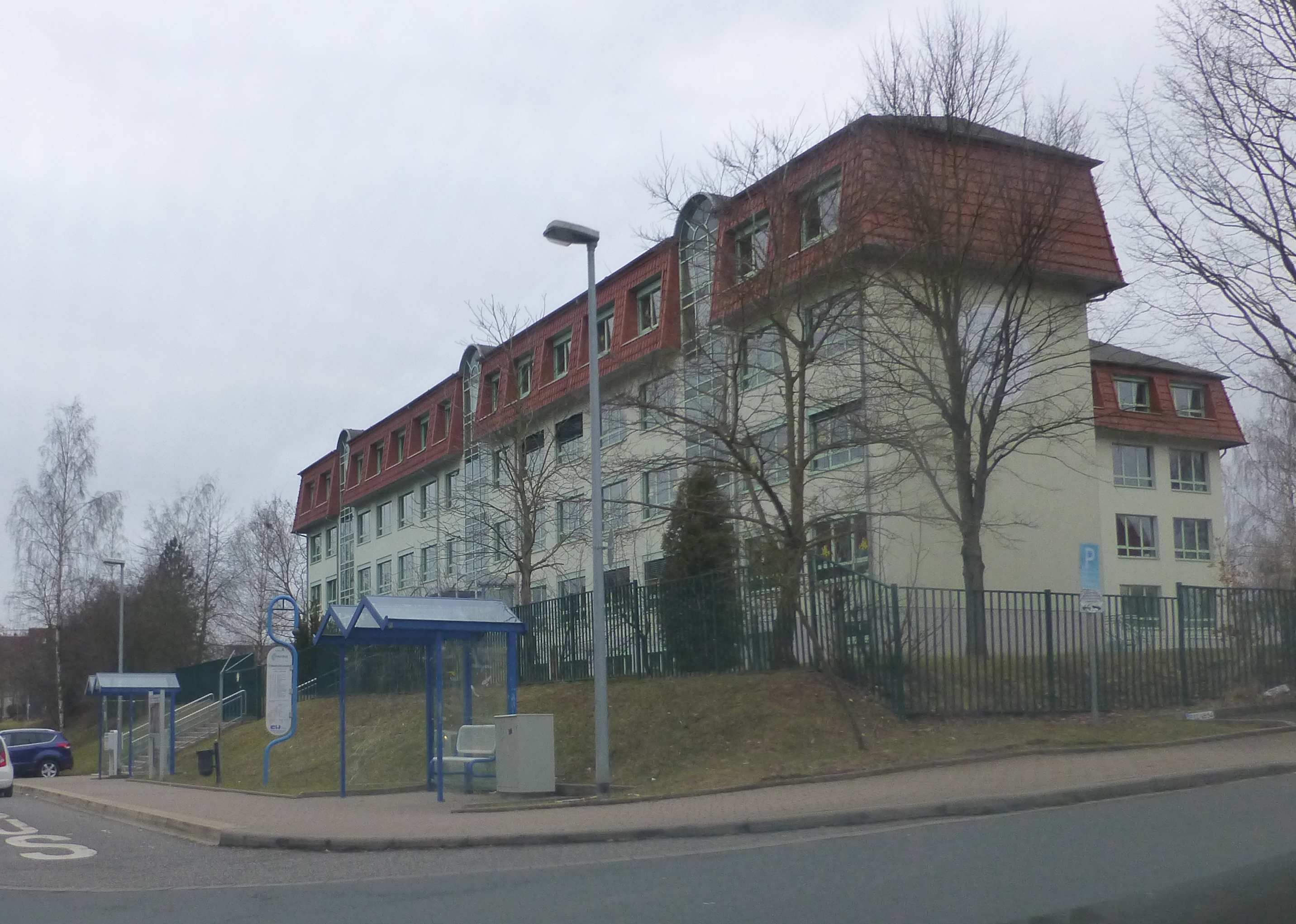
Tilman-Riemenschneider-Schule

### Forschung

Luftaufnahme des iba e. V.

In Heiligenstadt ist das Institut für Bioprozess- und Analysenmesstechnik e. V.(iba) ansässig. Das Institut wurde 1992 als außeruniversitäre Forschungseinrichtung des Freistaates Thüringen gegründet. Die dort durchgeführte anwendungsorientierte Untersuchung und Veränderung von Grenzflächen zwischen organisch/biologischen und anorganisch/technischen Komponenten zielt auf funktionsoptimierte technische Systeme für die Biowissenschaften ab.

## Persönlichkeiten

### Ehrenbürger
- Johann Vinzenz Wolf (1743–1826), Priester und Geschichtsschreiber[40]
- 1855: Josef Nolte (1781–1863), Bischöflicher Kommissarius
- 1879: Conrad Zehrt (1806–1897), Bischöflicher Kommissarius und Mitglied des Reichstags
- 1991: Hugo Dornhofer (1896–1977), christlicher Gewerkschafter
- 2004: Paul Julius Kockelmann (* 1930), von 1967 bis 1995 Propst in Heiligenstadt

### Söhne und Töchter der Stadt

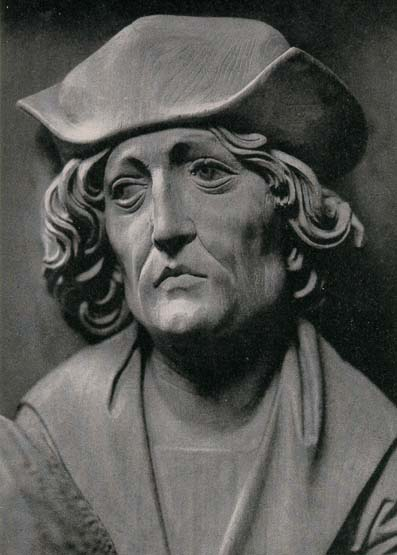
Tilman Riemenschneider, mutmaßliches Selbstporträt

- Tilman Riemenschneider (≈1460–1531), Bildschnitzer
- Johann von Jagemann (1552–1604), Kanzler und Geheimrat
- Georg Möring (1628–1712), Kartäuserprior
- Johann Melchior Birkenstock (1738–1809), österreichischer Politiker und Schulreformer
- Johannes Lorenz Isenbiehl (1744–1818), Theologe
- Franz Jacob Arand (1747–1803), Mediziner und Physicus in Heiligenstadt
- Franz Moritz Bachmann (1748–1809), Jurist, Kurmainzischer Regierungsrat, Universitätsprofessor in Aschaffenburg
- Philipp Karl Hartmann (1773–1830), Mediziner, Pathologe, Philosoph und Redakteur[41]
- Charlotte Heidenreich von Siebold (1788–1859), gilt als erste Frauenärztin Deutschlands
- Carl Anton Wunsch (1790–1853), Mediziner und Kreischirurg
- Philipp Petri (1800–1868), Miniatur- und Porzellanmaler sowie ein Fotopionier der Stadt Göttingen
- Johann Peter Himmer (1801–1867), Verleger, geboren in Glasehausen
- Ferdinand von Rohr (1805–1873), Generalleutnant
- Conrad Zehrt (1806–1897), Politiker (Zentrum)
- Karl Schuchart (1806–1869), Anführer im Iserlohner Aufstand
- Eugen Borsche (1806–1846), Jurist
- Lorenz Kellner (1811–1892), Pädagoge und Abgeordneter, geboren in Kalteneber
- Adolf Werneburg (1813–1886), Namenforscher und Oberforstmeister
- August Albrecht (1813–1886), Polizist und Ehrenbürger von Kassel
- Eduard Strecker (1822–1894), Reichstags- und Landtagsabgeordneter (Zentrum)
- Karl Ziebarth (1836–1899), Rechtswissenschaftler
- Ludwig Loewe (1837–1886), Reichstags- und Landtagsabgeordneter
- Karl Adam Heinrich Kellner (1837–1915), Theologe
- Isidor Loewe (1848–1910), Unternehmer
- Johannes Richard Fromm (1851–1914), Generalleutnant
- Friedrich Fuldner (1860–1928), Schriftsteller und Jurist, auch bekannt als Fritz Fuldner
- Werner Steuber (1862–1944), Sanitätsoffizier und Tropenmediziner
- Karl Poppe (1863–1932), Politiker (Zentrum)
- Helene Keßler (1870–1957), Schriftstellerin unter dem Pseudonym Hans von Kahlenberg
- Alexander Loewenthal (1872–1943), Bankier, letzter Vorsteher der jüdischen Gemeinde[42]
- Johannes Cornelis Wienecke (1872–1945), niederländischer Bildhauer, Medailleur und Stempelschneider
- Siegfried Loewenthal (1874–1951), 1945–1951 Chefpräsident des Landgerichts Berlin (West), 1948–1951 Ehrenbürger von Heiligenstadt
- Otto Bernhard (1880–1952), Ingenieur, Kaufmann und Politiker
- Bernhard Breitenstein (1880–1956), Richter und Zentrumspolitiker
- Bernhard Pfad (1885–1966), Jurist und Politiker (Zentrum, CDU)
- Heinrich Hüpper (1886–1965), Verwaltungsjurist und Kommunalbeamter
- Hermann Reichling (1890–1948), Naturschutzpionier
- Franz Scheubel (1899–1976), Ingenieur
- Alfred Mock (1908–2006), katholischer Ordenspriester und Philosoph
- Georg Wiesemüller (1908–1970), Politiker (CDU)
- Gerd Sannemüller (1914–2008), Komponist, Pianist und Musikwissenschaftler
- Horst Sannemüller (1918–2001), Violinist und Konzertmeister
- Rudolf Linge (1921–1986), Schriftsteller und Verlagslektor
- Hildegard Jahn-Wiegel (1922–2009), Bildhauerin
- Wilhelm Friese (1924–2008), Skandinavist und Literaturwissenschaftler
- Josef Durstewitz (1928–1972), Staatssekretär
- Gerhard Reddemann (1932–2008), Politiker (CDU)
- Benno Artmann (1933–2010), Mathematiker
- Ulrich Mack (1934–2024), Fotograf, geboren in Glasehausen
- Hans-Gerd Adler (* 1941), Politiker (CDU)
- Karl-Hermann Steinberg (1941–2021), Politiker (CDU)
- Hans Föllmer (* 1941), Mathematiker
- Wolf Rieck (* 1943), Wirtschaftswissenschaftler
- Peter Kühnst (* 1946), Sportwissenschaftler
- Marlies Draeger (* 1947), Schauspielerin
- Wolfgang Thüne (* 1949), Geräteturner
- Siegfried Wehrmeister (* 1949), Bildhauer
- Joachim Knape (* 1950), Professor für Allgemeine Rhetorik am Seminar für Allgemeine Rhetorik der Universität Tübingen
- Bernhard Germeshausen (1951–2022), Bobfahrer
- Rainer Thiel (* 1951), Politiker (SPD)
- Wolfgang Mühl-Benninghaus (* 1953), Medienwissenschaftler
- Dietrich Klinge (* 1954), Bildhauer und Grafiker
- Angelika Weiz (* 1954), Sängerin
- Dieter Hebig (* 1957), Archivar und Historiker
- Dieter Althaus (* 1958), Politiker (CDU), von 2003 bis 2009 Ministerpräsident des Freistaates Thüringen
- Peter Pysall (* 1960), Handballspieler
- Bernd Uwe Althaus (* 1963), Pädagoge und Politiker (CDU)
- Guido Gorges (* 1973), Fußballspieler und -trainer
- Markus Preiß (* 1978), Fernsehjournalist und Moderator
- Thadäus König (* 1982), Politiker (CDU), Mitglied des Thüringer Landtages
- Sebastian Haupt (* 1985), Skeletonpilot
- Daniel Haseloff (* 1988), Politiker (AfD), Mitglied des Thüringer Landtages
- Christoph Göbel (* 1989), Fußballspieler
- Patrick Göbel (* 1993), Fußballspieler
- Paul Ziegner (* 1994), Schauspieler
- Maximilian Dörnbach (* 1995), Bahnradsportler

### Weitere Persönlichkeiten

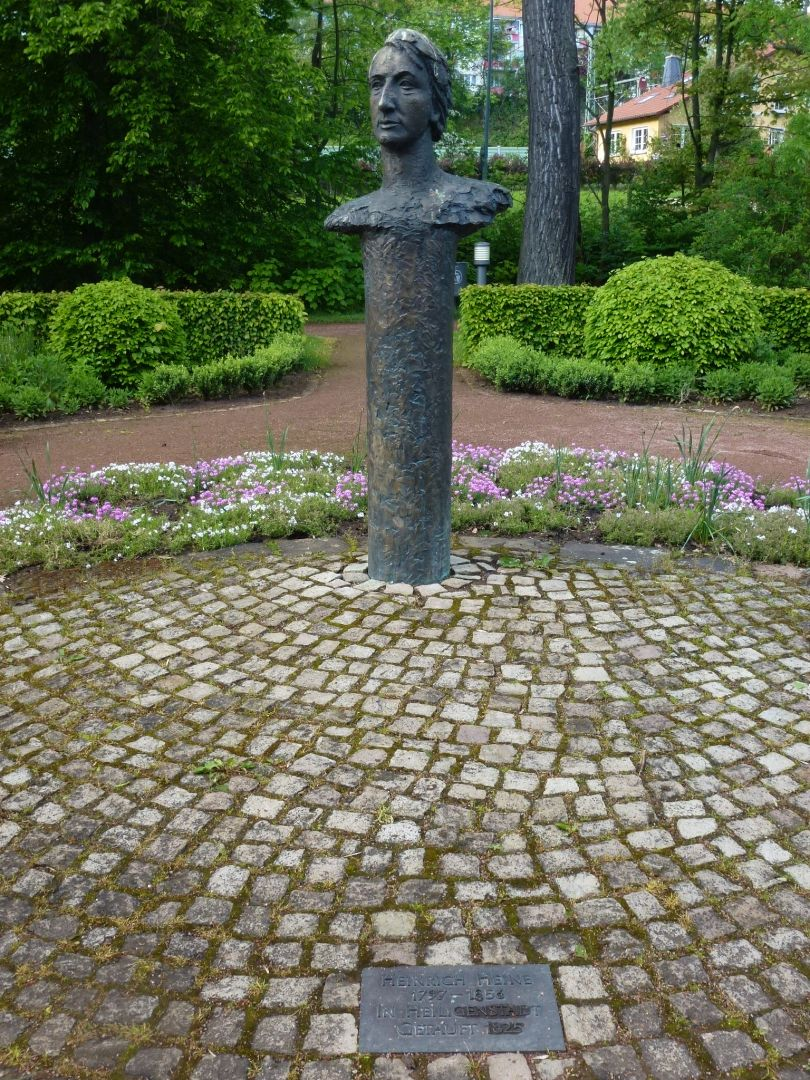
Heinrich-Heine-Denkmal im Kurpark

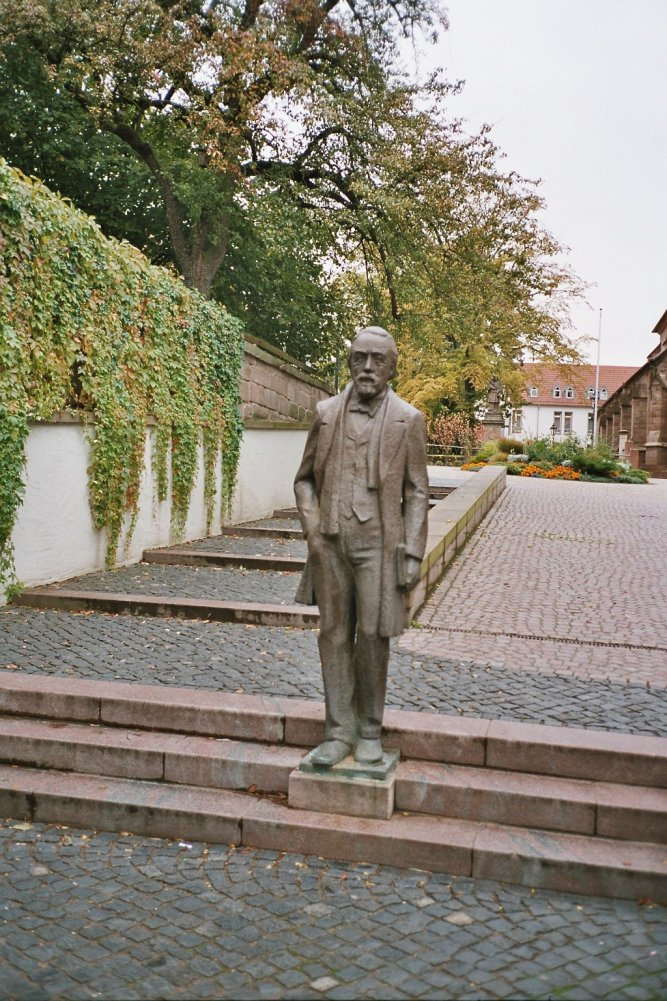
Storm-Bronzestatue vor dem Literaturmuseum

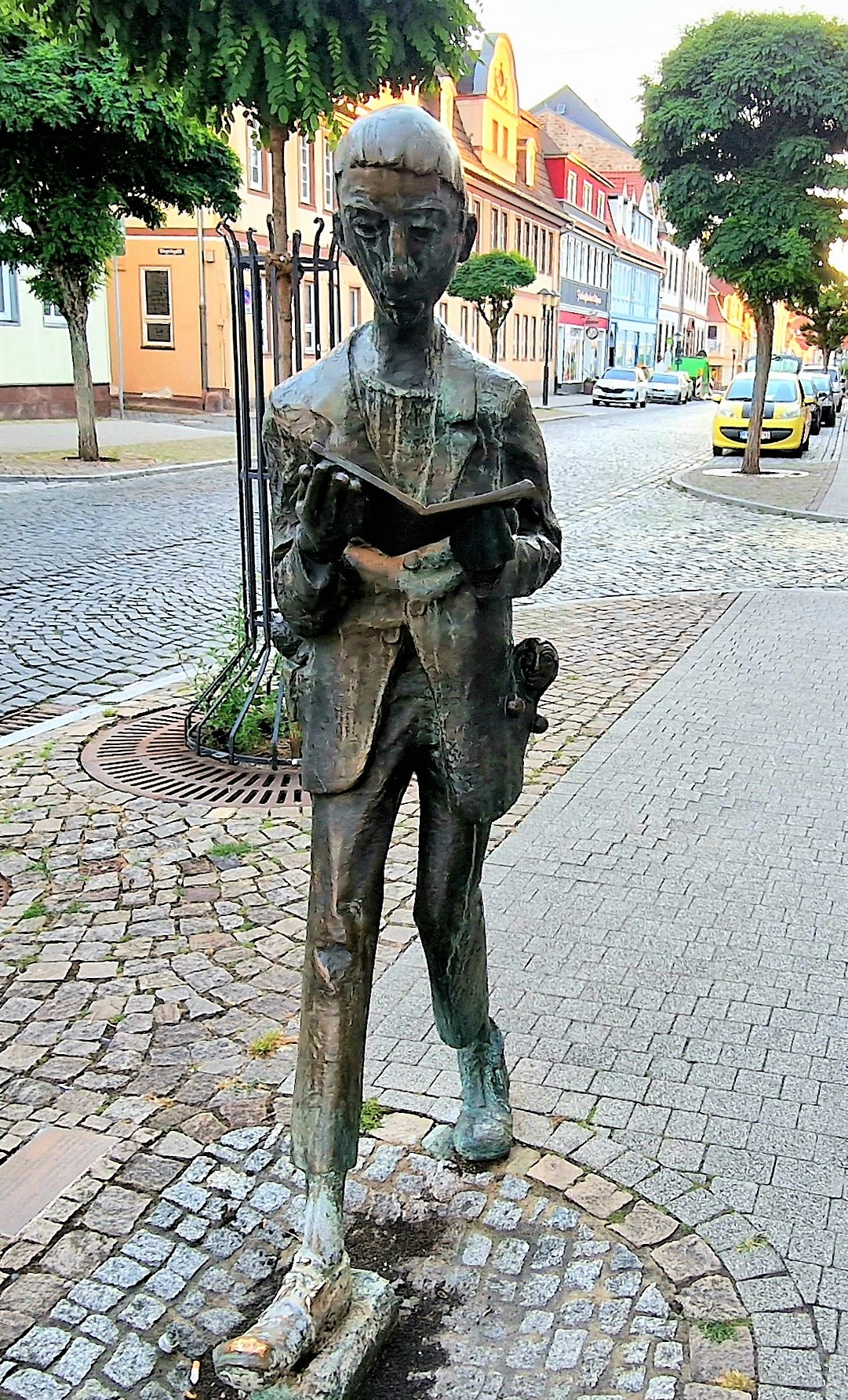
Pole Poppenspäler Skulptur in Erinnerung an den Dichter Theodor Storm

- Aureus von Mainz († 436 oder 451), Bischof von Mainz, Teile seiner Gebeine wurden nach Heiligenstadt umgebettet, er ist auch der Schutzpatron der Stadt
- Burchard von Worms (965–1025), Bischof von Worms und führender Kirchenrechtler, in Heiligenstadt im Jahre 1000 durch Erzbischof Willigis zum Bischof geweiht
- Windolf, Abt des Klosters Pegau von 1101–1150, in Heiligenstadt Stiftsherr an St. Martin
- Adolf I. von Nassau (1353–1390), Erzbischof von Mainz, starb in Heiligenstadt
- Leopold von Stralendorf (1540–1626), Reichsvizekanzler, war Oberamtmann für das Eichsfeld mit Sitz in Heiligenstadt und starb in Heiligenstadt
- Athanasius Kircher (1602–1680), Jesuitengelehrter, arbeitete als Lehrer in Heiligenstadt
- Hadrian Daude (1704–1755), Jesuit, Theologe und Historiker, arbeitete als Lehrer in Heiligenstadt
- Christian Gotthilf Herrmann (1765–1823), evangelischer Theologe und Hochschullehrer, war erster evangelischer Pfarrer nach der Gegenreformation und Generalsuperintendent in Heiligenstadt
- Friedrich Christian Adolf von Motz (1775–1830), preußischer Staatsmann, Finanzdirektor in Heiligenstadt
- Fritz von Christen, Landrat
- Johannes Weinrich (1793–1855), Volkskünstler, gilt als Erfinder der Mundharmonika
- Heinrich Heine (1797–1856), Dichter und Journalist, ließ sich im Juni 1825 in Heiligenstadt protestantisch taufen
- Johann Carl Fuhlrott (1803–1877), Naturforscher, zeitweise Lehrer in Heiligenstadt
- Lorenz Kellner (1811–1892), bedeutender katholischer Pädagoge des 19. Jahrhunderts, 1836–1848 Seminarlehrer am Lehrerseminar in Heiligenstadt, Mitglied des Preußischen Abgeordnetenhauses (1848–1849) und des Preußischen Landtags (1867–1870)
- Heinrich Maria Waldmann (1811–1896), Theologe, Lehrer am katholischen Gymnasium in Heiligenstadt, Heimatforscher und Abgeordneter in der Frankfurter Nationalversammlung (23. Wahlkreis: Provinz Sachsen, Preußen), Fraktion Casino
- Theodor Storm (1817–1888), Schriftsteller, war von 1856 bis 1864 Kreisrichter in Heiligenstadt
- Friedrich Wilhelm Grimme (1827–1887), Schriftsteller, Leiter des kath. Gymnasiums in Heiligenstadt
- Werner Hagedorn (1831–1894), Chirurg, ging in Heiligenstadt zur Schule
- Anton Thraen (1843–1902), Astronom, ging in Heiligenstadt zur Schule
- Karl Wisniewski (1844–1904), Komponist, war ab 1885 in Heiligenstadt tätig
- Hermann Iseke (1856–1907), Heimatdichter aus Heiligenstadt
- Martin Weinrich (1865–1925), katholischer Lehrer und Autor, ging in Heiligenstadt zur Schule
- Andreas Huke (1876–1962), Politiker (Zentrum), Stadtrat in Heiligenstadt, starb in Heilbad Heiligenstadt
- Walter Möllenberg (1879–1951), Historiker, starb in Heiligenstadt
- Ludolf Hermann Müller (1882–1959), Bischof der evangelischen Kirche der Kirchenprovinz Sachsen, vorher Pfarrer in Heiligenstadt
- Karl Paul Haendly (1891–1965), Schriftsteller und Politiker, starb in Heiligenstadt
- Adolf Bolte (1901–1974), Bischof von Fulda; war Präfekt am Bischöflichen Knabenkonvikt von Heiligenstadt sowie Dekan und Propst an St. Marien
- Karl Hackethal (1901–1990), Politiker (CDU), ging in Heiligenstadt zur Schule
- Herbert Haselwander (1910–1940), Politiker (NSDAP), Kreisleiter in Heiligenstadt
- Erich Gerberding (1921–1986), Schauspieler, war zeitweise am Theater Heiligenstadt tätig
- Horst Keitel (1928–2015), Schauspieler, zwischen 1946 und 1951 am Theater Heiligenstadt tätig
- Rudolf Richwien (* 1928), Neurologe der Martin-Luther-Universität, verbringt seinen Ruhestand in Heiligenstadt
- Johannes Dyba (1929–2000), Bischof von Fulda, ging in Heiligenstadt zur Schule
- Joachim Meisner (1933–2017), Erzbischof von Köln, früher Kaplan in Heiligenstadt (St. Ägidien)
- Georg Sterzinsky (1936–2011), Erzbischof von Berlin, früher Kaplan in Heiligenstadt (St. Marien)
- Wolfgang Thonke (1938–2019), Offizier der NVA bis 1990, dann freier Journalist, wohnte in Heiligenstadt und ging dort zur Schule
- Heinz-Josef Durstewitz (* 1945), Priester, katholischer Oppositioneller während der DDR-Zeit, war bis 2011 Propst in Heiligenstadt
- Reinhard Hauke (* 1953), Weihbischof in Erfurt, früher Kaplan in Heiligenstadt (St. Ägidien)
- Manfred Grund (* 1955), Politiker (CDU), ist in Heiligenstadt tätig
- Werner Löwe (* 1950), Diplom Bildhauer, Bronzereliefs der Päpste Johannes Paul II. und Benedikt XVI. in der Wallfahrtskapelle Etzelsbach

### Stolpersteine
Die Liste der Stolpersteine in Heilbad Heiligenstadt enthält alle Stolpersteine, die im Rahmen des gleichnamigen Kunst-Projekts von Gunter Demnig in Heilbad Heiligenstadt verlegt wurden. Mit ihnen soll an Opfer des Nationalsozialismus erinnert werden, die in Heilbad Heiligenstadt lebten und wirkten.